# ザ・シンプソンズの登場人物
本記事ではアメリカのテレビアニメ『ザ・シンプソンズ』の登場人物を記述する。
声優に関しては原語版/日本語吹き替え版で表記する。

## シンプソン家とその親類
（Simpson family）

### シンプソン家
ホーマー・シンプソン（Homer Simpson）
声：ダン・カステラネタ/大平透（シーズン1 - 14）→浦山迅（『ロキとバートたちの大乱闘』、シーズン15 - ）、所ジョージ（劇場公開版）
本名はホーマー・ジェイ・シンプソン（Homer Jay Simpson）。本作の主人公。シンプソン家の夫。40歳（関連資料によっては39歳 や35歳）。エイブラハム・シンプソンの第二子の次男であり、後述のハーブ・パウエルの異母弟でもある。家族に対する愛情はとても強く、それを示すがために行動を起こすがほとんど空回りに終わる。息子のバートの首を絞めて「お前ってヤツは〜っ!」（Why you little!）が恒例。
ドーナツとダフビール とテレビが好きな太った頭の薄い中年で、社会的秩序に欠け、いつもモーの店でレニーやカール、バーニーらと酒をあおり、飲酒運転して帰宅するのが日課となっている。欲望には忠実な性格で、信念はいつでもブレまくっているが、考えが浅い点だけは一貫している。ケチでスケベで散財好きで飽きっぽく、腰抜けでありながら逆に無鉄砲でもある。絶倫ながらも結局は妻のマージ一筋で、不倫にまで至ったエピソードは現在のところ皆無。食欲だけは極端化しつつあり、食道楽のためなら危険も顧みず時には凶暴化し、全く知らないはずの中国語でも食べ物に関する話だけはスムーズに理解できる。
いい加減な性格で将来の夢がころっと変わってしまう。また、よく自分の脳と会話をする。子供の頃に鼻から突っ込んだクレヨンが脳に刺さったのが原因で、頭が悪くなってしまった（IQ55）。しかしそのクレヨンを取り除くと、頭が良くなる（IQ105、スプリングフィールドではかなりの天才）。
少年期から学生時代にかけての場面では単なる「頭の良くない子」程度のノリで描かれることが多く、模範的と呼べるほどの善行も不良と呼べるほどの悪行もなくナードでもジョックでもない、無軌道に青春を謳歌する普通の若者だった事をうかがわせる。しかし必要な単位を落としていたため、実は卒業資格が無いまま高校を卒業している（その事を告白したエピソード内にて一念発起して再び学校に通い、無事に卒業資格を取得した）。
自らが不都合な状況に陥ると「D'oh!」（ドオッ/ドウッ）と言い放つ癖がある。「D'oh!」は公式単語としてオックスフォード英和辞典2001年度版に追加された。
高校卒業後よりスプリングフィールド原子力発電所に勤務している。役職はセクター7G（第3話より）の安全管理官。何度も"解雇されては再就職"を繰り返しており、ふとしたことから社長のバーンズに気に入られて昇進をする事も多いが、結局は元の安全管理官に左遷される。仕事の雑さは尋常ではなく、着任後に事故の発生回数が飛躍的に増加した。番組オープニングで燃料棒をうっかり外部に持ち出して車から放り捨てるシーンはお馴染みだが、そうした杜撰な行為を日常的に行っており、なんとなくポケットに入っていた燃料棒でコーヒーをかき混ぜて舐めずったりしている。
そのせいか精子の活動が著しく異常化しており、訴えられることを危惧したバーンズ社長が先手を打つ形で少額の和解金を与えたりしていたが、シーズン24では遂に精子の目がバッテンになり全く活動していない事が確認され、今後子供を作ることは不可能、無精子症と診断された。それでも4人目の子を持ちたがるマージのため、過去に金欲しさで精子を売りまくっていた精子バンクに確認に訪れたところ、バンク側もホーマーの精子を乱用していたため、ホーマーの遺伝子を受け継ぐ子が近隣に何十人と存在する事が判明する。結局、自分の子がうじゃうじゃいる酷い世に自分の子を送り出すのは可哀想だという理由で、4人目の子を作るのは断念した。
突飛な事に才能を開花させる事が多く、ふとしたことから彫刻家、宇宙飛行士、声優、小説家として名を連ねる事もある。特に音楽の才能に関しては著しく、父親譲りでピアノが弾け、作曲の才能もあり、歌も上手い。音楽のプロデュースにも長けており、場末のバーでウェイトレス兼歌手をしていたローリーンという名の女性をメジャーデビューさせている。子供の頃は声楽の才能を認められ、聖歌隊で長めの独唱パート部分を任されるなど、その道での前途有望な将来性を父親に嘱望されていたこともある。しかし、教会のミサで斉唱の最中に突然声変わりしたため、断念した。その後「ザ・ビーシャープス」というグループでプロの歌手としてデビューしたが、歌手として売れすぎて家族と会えなくなる事や、バーニーが日本人の現代作家と新グループを作る等の理由からバートが赤ん坊の時に解散した。また、自宅にテルミンを所持している。グランド・ファンク・レイルロード等、いわゆるクラシック・ロックを好んでおり、これ故にバートからはダサいと思われている。また、偶然拾ったエマーソン・レイク・アンド・パーマーのベスト盤CDに収録されていたラッキー・マンを聴きながらキース・エマーソンのソロパートに合わせてノリノリで暴走運転をしたこともある。
見た目通りに運動はあまりできず、心臓に持病を抱えているため持久力が必要なスポーツは総じて苦手だが、球技に関しては得意種目が多い。特にボウリングはスプリングフィールド初のパーフェクトゲームという偉業を達成し、町のヒーローとして称えられている。また、ボウリング大会ではモー、アプー、オットー（後にバーンズと入れ替わる）と共に「ピンパルズ」という名のチームを結成し、リーグ優勝している。
マージとは高校時代に一目惚れして付き合うことになったが、マージがバートを妊娠したために結婚することになった。以降、リサやマギーも意図して作った子ではない。
父親のエイブラハムを煙たがっており、すぐ老人ホームに連れて行ったり、話の最中でもうやむやにしてしまう。また、母親のモナはヒッピーで指名手配中のため、滅多に連絡が取れず、父に男手1人で育ててもらっていたが、その父よりも母のことを強く慕っている。
下着は主にブリーフを着用。これは製作者側がウケを狙った設定らしく、作中でしばしばブリーフ一丁の姿になっている（例外有）。
近眼で視力が悪く普段はコンタクトレンズを着用しており、自宅で読書や書き物をする時は眼鏡をかけている。
普段は喫煙者ではないが、作中の演出の都合で葉巻や煙草を吸うことがある。
政治的にはおおむね保守寄りではあるが、あまり政治に関心は無い。エコロジストや同性愛者を嫌悪する銃所持派であるが、全米ライフル協会からは会員権を剥奪されている。一方で医療用マリファナにはまってマリファナ解禁運動に身を投じたり、母親への憧憬からヒッピーにかぶれることもある。他の大多数の住民同様、毎週教会に通いながらも真面目には信仰していない。しかも一家全員洗礼を受けておらず、フランダースの養子となった子供たちが洗礼を受ける時、身代わりとなって洗礼を受け、一時的に信心深くなるもすぐ戻ってしまった。
同性愛者への嫌悪や差別意識はかつて非常に露骨であったが、自分が軽蔑を露わにしていたゲイの知人が命を助けてくれてからはすっかり改心した。今やルームシェアの相手がゲイカップルだろうと全く臆さず、初日に全裸でうろつき回るなど、逆に相手に引かれるほど無頓着である。その一方で誰かがゲイをカミングアウトしそうだと思えば面白がって色めき立ったり、単なる笑いの種にする事にも特に躊躇はない。
隣人のフランダース一家（特にフランダース家の主人であるネッド）のことが大嫌いで、出会い初日から折り合いが悪く、よく嫌がらせをする。何か不幸な出来事が起こると「（災いの矛先が）ネッド・フランダースでありますように」と祈ったり、フランダース家の人間に近づいて不適当な状況に陥ると"アホフランダース"などと言い放つなどかなり嫌悪している様子がうかがえ、フランダースをいかに嫌っているかを持ち前の作曲能力を生かして曲を作りデヴィッド・バーンのプロデュースによってビルボードのチャートにランクインするほどの全米でヒットさせたことがある。ただし、時にはネッドのために動いたり感謝したりする事もあり、最近ではネッドから1杯のコーヒーをもらった事でネッドを親友とみなす傾向があり、呼び方も"Stupid best friend Flanders"になっている。
現在は原子力発電所に勤めているが、独身の頃はスプリングフィールドにある娯楽施設で風車を回す仕事をしており、バートが生まれる前には、バートを養うために色々な仕事に就いたりしていた。しかし、それらの職業で失敗をしてクビになってしまい、原子力発電所の面接に行くが不採用となった。その後、バーンズ社長に直接会い「人権を放棄した社員を雇いたいなら俺を雇え」と言い放ち、原子力発電所で働くことになった。
マギーが生まれる前は自分の夢を叶えたいと言うことで、バーニーの伯父が経営するボウリング場で一時期働いていた。しかし、マギーを養うために再び原子力発電所に戻り、バーンズに「クビよりも恐ろしい終身雇用」という罰を受け、永久に発電所に勤めさせられることになった。以降も何度か原子力発電所をクビになっては戻ってきており、また仕事を休んで別の副業を始める事も多い。
耳の上にある髪の毛はアルファベットのMのように見え、耳はGを横に向けたように見える。これは原作者のマット・グレイニングが自分のイニシャルをアレンジしたものである。
作品初期はやんちゃな子供たちに手を焼いたり、お互いに関心を持たない家族に心を痛めるなど、家族で一番の常識人であった。
愛車であるピンクの車はアメリカ製ではなくクロアチア製。しかも旧ソビエトの戦車のパーツを使っている。
最も影響力のあるフィクションのキャラクターの一人になり、イギリス紙「ザ・サンデー・タイムズ」は近代で最も偉大なコメディの登場人物に挙げている。
好きな日本映画は「羅生門」。
マージ・シンプソン（Marge Simpson）
声：ジュリー・カブナー/一城みゆ希（シーズン1 - 14）→棟方真梨子（シーズン15 - ）、和田アキ子（劇場公開版）
本名はマージョリー・シンプソン（Marjorie Simpson）、旧姓ブービエ（Bouvier）。
本作のヒロイン。34歳。シンプソン家の妻。比較的常識人だが、ギャンブル依存症やアルコール依存症など一度やり始めると止まらなくなる依存体質であり、また家族を制する役柄上、積極的に行動することに抵抗を持っていることから、家族には面白くない人だと思われている。細身の体型で、貧乳である事が悩み。
子供の頃のトラウマから飛行機恐怖症だった時期もあったが、精神科に相談してからは平気になっている。絵が得意で、学生時代にビートルズのリンゴ・スターへ似顔絵を送ったことがある。
縦に細長いアフロヘアーのような髪型が特徴的だが（若い頃は直毛だった）、ピン1本でこの状態を保っている（しかも1日に2度セットし直している）。青い髪は染めている。また、髪の毛の中にメモやヘソクリ、マギーのおしゃぶりなどを突っ込んで収納しているシーンも多々見受けられる。ホーマーのように脳と会話したり、その上の髪との会話をするシーンも存在する。
ホーマーのことを時々「ホーミー（Homey）」と呼ぶことがある。ホーマーの奇行・蛮行に幾度となく絶望し、愛想を尽かしかけるものの、結局は愛情を取り戻し円満な家庭を保っている。高校でホーマーと出会うまでは、幼馴染で優等生のアーティー・ジフとフラグを立てつつあった。しかし、卒業パーティー後に気を急いたジフから肉体関係を迫られた事で張り倒してフッてしまい、逆にジフに敗れたと思い込んで一人で帰途についていた失意のホーマーとの関係を深め、そのまま結婚に至った。
アメリカテレビガイドでワーストドレッサーの1人として選ばれた。口癖は「ん〜」。
2009年10月16日発売、同年11月号の『プレイボーイ』の表紙を飾った。これは放送20周年を記念した企画で、「マージ・シンプソンのなかに潜む小悪魔」と題された特集が組まれ、インタビューや際どいポーズをとるマージが掲載された他、折込の付録ポスターもついた。プレイボーイ・エンタープライジズの最高責任者スコット・フランドルは「幾分、冗談半分」の企画であると述べている。
友達らしい友達はいないらしいが（自宅に招待するとホーマーの奇行で引かれてしまうため）クラバーペル先生やミルハウスの母親リアン、スキナー校長の母親アグネスらと一緒にいる場面が多い。また、ルース・パワーズという女性が友達として一時期登場し、モブキャラに描かれていた事がある。彼女は後にボディービルダーとして再登場した。フランス系で、ブービエ家の他の家族同様フランス語が喋れる。
バート・シンプソン（Bart Simpson）
声：ナンシー・カートライト/堀絢子（シーズン1 - 14）→高倉有加（『ロキとバートたちの大乱闘』、シーズン15 - ）、田村淳（劇場公開版）
本名はバーソロミュー・ジョジョ・シンプソン（Bartholomew Jojo Simpson）。シンプソン家の第一子の長男で、10歳 の小学4年生。リサとマギーの兄。血液型はO Rh-。シンプソン家で唯一の左利き。好奇心旺盛でイタズラ好きな少年。一人称は「俺」で、二人称は「お前」である。
直立した9つのキザキザのあるヘアースタイルである。イタズラ好きが災いして裁判沙汰になることが多く、判事のロイ・スナイダー（声：糸博、郷里大輔→平林剛）とは顔見知りの仲。勉強は全く出来ないが、クラスティの冤罪を晴らす、セルマをサイドショー・ボブから救う、巨大彗星の命名者になる、輸血でバーンズ社長の命を救う、などの功績の持ち主。また、ラルフにリサの手柄を譲って胴上げするなど、思いやりのある一面も見せる。
スケートボードのテクニックは天才的。車の運転を完全にこなすことができる上、町の大火事を消し止めた功績により正式に運転免許も与えられている。学校ではあまりに不真面目なため成績不良児扱いだが、言語能力などは相当優れている節があり、交換留学で赴いた際にフランス語を完全に習得している。さほど長い会話ではないが日本語を発するシーンもままある。ブラジルに行く際にはスペイン語をわずか数時間で習得したが、公用語はポルトガル語だと知ったため自分で頭を殴って強引に忘れてしまった。
あまりにも協調性がなく授業の妨害をしまくるため、多動性の診断を受けて薬を処方されたり、矯正措置を施されそうになる事も多い。サイコパス診断さえ多少意識的に答えただけで通ってしまい隔離施設に入れられた事もあるが、秘密裏に軍事登用するための訓練としてやらされた戦闘シミュレーションゲームが「実物の無人機を操縦して実際に人を殺していた」と聞かされた時に（結局はそれさえも嘘だったが）激しく動転したため、本当の人格破綻者ではない事を見抜かれて家に帰された。
ダサイことが嫌いで、そうと思えば遠慮なく拒否する、ある意味の現代っ子。たまに妹思いな場面も見せる。ホーマーを「おやじ」（吹き替え版）または呼び捨てで「ホーマー」（英語版、吹き替え版共通）とぞんざいに呼び、「パパ」と呼ぶことは滅多に無い。未来的な話では、リサと正反対で大抵ろくでもない大人になっているが、イッチー&スクラッチーの映画を見たさにアメリカ合衆国最高裁判所長官にまで登りつめたというエピソードや、自転車屋のオーナー兼芸術家になったエピソード等がある。口癖は「アイカランバ!（スペイン語でOh my GOD!の意）」「カワバンガ"Cowabunga"（やった!という意味のスラング）」。
バートはタイム誌国際版の1990年12月31日号の表紙を飾った。
リサ・シンプソン（Lisa Simpson）
声：イヤードリー・スミス/神代知衣（シーズン1 - 14）→うのちひろ（『ロキとバートたちの大乱闘』、シーズン15 - ）、ベッキー（劇場公開版）
本名はリサ・マリー・シンプソン（Lisa Marie Simpson）。シンプソン家の第二子の長女で、8歳（関連書籍やゲーム作品によっては7歳）の小学2年生。バートの長妹でマギーの姉。
ほぼ常識的で賢く、一家の行動にいらつくこともしばしば。特に父親であるホーマーとはなかなかうまが合わず、父子関係にひびが入るときもある。反面かなり子供っぽい面も多く、テレビが大嫌いと発言しているにもかかわらず「イッチー&スクラッチー」を毎回見ていたり、バートと一緒に何かをねだったりすることも多い。成績はほぼ毎回Aでクラスで一番頭も良いが、シンプソン家の経済状況から私立の進学校には行けない。また、成績は彼女にとってのアイデンティティらしく、Bの評価があった際には目くじらを立てて先生に抗議した。バリトンサックスを吹くのが好きで、将来の夢はプロのジャズミュージシャン。願いは世界平和とポニーを飼うこと。
友達がいないことが悩みである。主な原因は子供としては理知的過ぎて融通がきかず、周囲から浮いてしまうため。稀に話が合う子が現れても、逆に相手が全ての面でリサより優れていて結局は軋轢が生じたりする。
ミルハウスに惚れられているが彼女自身にその気はない。しかし、未来のエピソードではミルハウスと付き合っていたり、結婚して子供をもうけている事もある。本人の自覚は薄いが実はかなり器量が良く、ミルハウス以外にも男子が好意的に接してくる場面はままある。
エコロジストでありアニマルライツ系のベジタリアンでもある。（ただしベジタリアンとなったのはシーズン7のエピソードからでそれ以前は肉などを普通に食べていたシーンもある他、マージは栄養面の懸念から肉汁を野菜に混ぜるなどしてリサに食べさせている）。当初は敬虔なクリスチャンだったが、現在は仏教徒である（劇中に出演したある人物との出会いがきっかけ）。学校に行かないと禁断症状を起こす。未来の話ではアメリカ初のレズビアンではない女性大統領になっている。スプリングフィールドメンサに入会している。
金平糖のような髪形をしているが、作中ではショートヘアと言及されている。シンプソン家で唯一特定の口癖は無いが、最近のエピソードでは母マージの「ん〜」や父ホーマーの「ドォッ!」を発する、また他のシンプソンファミリーと同じく、自分の脳とよく会話する傾向がみられる。
「シンプソンズ・ショート」など放映初期のリサは、現在と比較すると兄のバートと同様、イタズラ好きな面が強調されており、バートのイタズラに加担する事が多かったが、シーズンを重ねる毎に現在の常識的な性格になって行った。
マギー・シンプソン（Maggie Simpson）
声：エリザベス・テイラー、ジョディ・フォスター、他/神代知衣→川田妙子→真柴摩利、世戸さおり（劇場公開版）
本名はマーガレット・エヴリン・シンプソン（Margaret Evelyn Simpson）。シンプソン家の第三子の次女でまだ1歳の赤ん坊（関連書籍やゲーム作品によっては0歳）。バートの末妹・リサの妹で、名付け親はバート。
リサと同じ髪型に青いリボンをつけており、自分の感情をくわえたおしゃぶりの音で表現するという特技を持っており、それが口癖に該当する。それを使って野生のグリズリーとコミュニケーションを取ったこともある。おしゃぶりを取り上げると凶暴化する。1歳過ぎなのであんよはできる。度々危険な目に遭うがその度に上手く切り抜け、滅多に泣かない。マージの母乳の出があまり良くないため粉ミルクで育てられている。夜はベビーベッドのおいてある部屋で一人で寝ている。
全く愛情が無いと言うわけではないが、父ホーマーにはしばしばその存在を忘れられ、ホーマーが「子供は（バートとリサの）2人だ」と言い放つシーンがよく見受けられる。
原語版の声優はエリザベス・テイラーやイヤードリー・スミスなどエピソードによってまちまちであり、まだ1歳であるため言葉を話すことはほぼない。大人になった未来のシーンですら誰かに邪魔されて声を聞くチャンスがほとんどないが、一度ホーマーにベッドに寝かせてもらった後、1人になり「ダディ」（日本語吹き替え版では「パパ」）と言う、映画のスタッフロールで「続編は?」と喋るなど、少なくとも現時点でも多少は言葉を話せるようである。2009年にはジョディ・フォスターが声を演じた。
赤ん坊とは思えないような驚異的な身体能力と知能を持ち、家族の見ていない所では自主的かつ活発に活動している。また、「誰がバーンズを撃ったか?」のエピソードでは偶発的にバーンズを銃撃していたが、後に銃を自由自在に扱えることが判明した（シーズン13「パパは正義の警察官」にて）。普段は常にマージに抱かれて一緒に行動しており、数々のトラブルを静観している。家族が悪事を働こうとしていると批判的な目で睨み付けて諫める事もある反面、いよいよ窮地に陥った時にだけ切り札的に力を貸すなど、家族で最も大人気ある人物とも言える。誰に対してもやりたい放題なバートも、マギーにだけは嘘がつけない。

### ペット
サンタズリトルヘルパー（Santa's Little Helper）
声：フランク・ウェルカー→ダン・カステラネタ
シンプソン家の飼い犬。人の言う事を聞かない時があるバカ犬。もともとはうだつの上がらないドッグレースのグレイハウンド犬で、レースの成績が悪かったために、オーナーに捨てられた所をホーマーとバートに拾われた。スノーボール2世と異様に仲が良く、抱き合ったり毛繕いをし合ったりする（何故か人目をしのぶ）。怒ると凶暴化する。部屋やシンプソン家の物を荒らしたことがある。同じ犬種の彼女がいたことがあり、彼女との間に25匹もの子供がいる。また、ヒバート医師の犬との間に多くの子供を作って、ある理由で、ホーマーに絞められたこともある。
スノーボール2（Snowball II）
声：フランク・ウェルカー、ダン・カステラネタ
シンプソン家の飼い猫。以前に飼っていたスノーボール1世は飲酒運転をしていた市長の弟の車にはねられて死に、それに悲しんだリサのためにホーマーとマージが拾ってきたスノーボール1世にそっくりな猫。人の目の付かない所で玉乗りなどの芸をする癖がある。1世同様車に轢かれて死んでしまい、3世は毛色が茶色で尻尾が太く、リサが目を離したすきに水槽の金魚を取ろうとして水死。次のそのまた次の猫（5世）にもこの名前が与えられた。なお、天国にいるスノーボール1世の体にはタイヤの跡がついている。3世のあとに飼った4世にはコルトレーンという名前が付いていて、頭の形がバートに似て毛色が白く、リサのサックスに驚いて、二階から転落死してしまった。保健所からもシンプソン家よりガス室のほうがマシとまで言われ落ち込むリサだったが、猫おばさんに唐突に猫（スノーボールそっくり）を投げ付けられ、その猫を最初はためらったが、スノーボール2世（2代目）として飼うことにする。

### 基本の親族
エイブラハム・シンプソン（Abraham Simpson）
声：ダン・カステラネタ/滝口順平（シーズン1 - 14）→仲野裕（シーズン15 ‐ ）
ホーマーの父。愛称はエイブ。本来は割とホーマーに似た性格だったようだが、現在では程度の軽い認知症にかかっており、いわゆる"ボケ老人"のイメージをそのまま具現化したようなキャラクターである。元はホーマー一家と暮らしていたらしいが、数週間で家を追い出され老人ホームに入れられた。寂しさからか、嘘くさい長話をするのでシンプソン家のみんなから疎まれている。とくにシンプソン家のルーツを話す際は毎回内容が食い違っており、自分の親の代にアメリカに来たと言ったり、ルーツが黒人だと言ったりする。退役軍人で、第二次世界大戦中は軍曹として西部戦線で戦いヒトラーを狙撃する（部下であったバーンズのヘマで狙撃は失敗している）などの活躍をし、地雷除去の任務では連合軍に多大な損害を与えドイツ軍から勲章を送りつけられた。大戦中バーンズやウィガム署長の父らとともにヘルフィッシュ部隊に所属し、ドイツ民間人宅で発見した名画の数々をめぐり部隊員と協定を結び、部隊最後の生き残りとなったエイブとバーンズの間には因縁がある。トイレの発明者でもあり、スプリングフィールドで初のラジオ局を作ったとも語っている。さらに、様々な組合の会員であり、ストーンカッターズという秘密結社の会員であることが発覚する（ホーマーはこのことを知りストーンカッターズのメンバーになる）。ホーマーが原因で腎臓を2つとも失うが、ホーマーの腎臓の一つを移植され一命を取り留める。また、ホーマー同様ピアノを弾くこともできる。
パティ・ブービエ（Patty Bouvier）
声：ジュリー・カブナー/鈴木れい子（シーズン1 - 14）→柴田浩味（シーズン15 - ）
マージの姉 で、セルマの双子の姉（つまり3人姉妹の長女）。アフロヘアーのような丸い髪型をしている。
パティ、セルマともにヘビースモーカーで、スプリングフィールド車両局に勤めている。2人とも『冒険野郎マクガイバー』の大ファンで、妹の夫であるホーマーを嫌っており、ホーマーが嫌がったり困ったりすることを好む。不愛想で誰に対しても辛辣な性格だがホーマー以外には特別な悪意は抱いておらず、バートほか子供達に対しては比較的優しい。小学生の頃からタバコを吸っていたほどのかなりの愛煙家で、今日で地球が終わると街が大騒ぎになったときに二人同時にタバコに火を点け「ガンに勝った」と言った。
初期から一貫して男に対する興味が不自然なほど薄く、スキナーから熱烈なプロポーズを受けた際はまんざらでもない素振りを見せたものの、結局はフッてしまう。のちのちになってレズビアンであることを正式にカミングアウトした。
セルマ・ブービエ（Selma Bouvier）
声：ジュリー・カブナー/一城みゆ希（シーズン1 - 14）→柴田浩味（シーズン15 - ）
マージの姉 で、パティの双子の妹（つまり3人姉妹の次女）。一見するとパティと全く同じ容姿だが、やや左右に分けた髪型をしている。
離婚歴が6回あり、相手はサイドショー・ボブ、ライオネル・ハーツ、トロイ・マクルアー、ディスコ・スチュー、エイブラハム・シンプソン、ファット・トニーの6人である。
亡くなった叔母のグラディスが飼っていたジャブジャブと言う名のイグアナを母親のジャクリーンから譲り受けて我が子同然に可愛がっている。
数々の失敗にもめげず強い結婚願望を抱いていたが、更年期が近付きもう子供を産めそうにない事を悟った末に、中国へ赴き孤児のリンを養子として引き取った。
初期はパティと同じようにホーマーに悪意を持っていたが、最近はそのような傾向は見られない。
リン・ブービエ（Ling Bouvier）
声：ナンシー・カートライト
セルマの養子。まだマギーとさほど変わらない幼女だが、かなりの詰め込み教育をなされている。しかし「増長する」としてあまり褒めてもらえない様子。宙返りしながら笛を奏でつつ油絵を描くという幼児離れした技を披露するも、ホーマーとマージにひっそり「助けて」と呟くなど、辛い生活を送っているようである。
モナ・シンプソン（Mona Simpson）
声：マギー・ロズウェル→グレン・クローズ、トレス・マクニール（『ホーマーのヒッピーはつらいよ』のみ）/吉田理保子→平ますみ（シーズン15 - ）
ホーマーの実母。ヒッピーで、バーンズの生物兵器の研究所を破壊した容疑で逃亡中だった。ホーマーはエイブに母親はドブに落ちて死んだと聞かされて育った。毎週小包をホーマーに送っていたが、配達員にチップを渡していなかったので配達されていない。ホーマーが成人した後に何度か会っているが、シーズン19で死去。放送初期に発行された本ではペネロペ・オルセンと表記されていたが、ホーマーとの再会した後、偽の身分証に書かれた名前と判明した。（旧姓はオルセン）
ジャクリーン・ブービエ（Jacqueline Bouvier）
声：ジュリー・カブナー/鈴木れい子→棟方真梨子（シーズン35）
マージの実母。エイブとバーンズの2人が彼女を巡って争ったことがある。バーンズとの結婚式にエイブが押しかけ、結局どちらも選ばないという決断をする。現在はエイブとは別の老人ホームで暮らしている。名前はジャクリーン・ケネディの本名と同じ。
クランシー・ブービエ（Clancy Bouvier）
声：ハリー・シェアラー、ハンク・アザリア/広瀬正志
マージやパティ、セルマの父。旅客機の客室乗務員（スチュワード）で、そのことがマージの飛行機恐怖症につながった。故人だが死因は事故死だったり肺ガンだったり、また死亡時期も80年代初頭だった事もあればバートが小学生になった頃まだ存命だったり話によって変わっている。
ハーブ・パウエル（Herbert Powell）
声：ダニー・デヴィート/青野武
本名は「ハーバート・パウエル」。ホーマーの異母兄。ホーマーは大人になるまでこの兄の存在を知らされていなかった。外見は髪があって痩せている以外はホーマーと瓜二つであるが、内面は出来の悪い弟と全く正反対で、苦学の末ハーバード大学を卒業し、温厚かつ優しく、人柄も良い。デトロイトで自動車会社を経営していたが、ホーマーの存在を知り、シンプソン家をデトロイトに招待した。社運をかけた新プロジェクトをホーマーに任せた結果、発表会を酷すぎるデザインの車で大失敗させたことによって会社を追われ、ホームレスにまで落ちぶれた。後にシンプソン家の支援の下「赤ちゃん言葉翻訳機」の発明に成功し、再び億万長者に返り咲いた。ホーマーのせいで破産した時はホーマーを恨み再会した後も遺恨は残っていたが、支援を受け成功した事でホーマーを許し和解する。
ヒューゴ・シンプソン（Hugo Simpson）
声：ナンシー・カートライト/飛田展男
バートの双子の兄弟。あまりに凶暴な性格のためシンプソン邸の天井裏に幽閉されていた。

### その他の親族
基本的にシンプソン一族は男性はあまり優秀ではない傾向にあり、逆に女性が優秀で博士号を持った研究者や弁護士、大企業で働くキャリアウーマン等が登場しており、自身の父親や兄の馬鹿さ加減とエイブの発言に将来を悲観したリサにエールを送っている。
アビー（Abbie）
エイブラハムとエドウィナの娘で、ホーマーの異母姉。シーズン15のみ登場。
ホーテンス・シンプソン（Hortense Simpson）
エイブラハムの実妹で、主人公のホーマーとは父方の叔母にあたり、その息子のバートとは父方の祖父方の大叔母にあたる。エイブラハムの7人兄妹の末っ子であり、基本的に若く見える。死後、家族がいないので遺産はホーマーらに渡すことになっていたが、幽霊屋敷で一日過ごさせた挙句、200ドルを一人ずつ分けえ与えたのみだった。
ガービー（Gaby）
エイブラハムの前妻で、ハーブ・パウエルの母親。シーズン2のみ登場。
エドウィナ（Edwina）
エイブラハムの恋人であり、アビーの母親である老女。イギリス人。

### シンプソン家の主要な先祖
オービル・シンプソン（Orville Simpson）
エイブラハムの実父で、主人公のホーマーとは父方の祖父にあたり、その息子のバートとは父方の祖父方の曽祖父にあたる。北欧のどこからしい国から引っ越したらしいが、おそらくエイブの記憶違い。
ユーマ・ヒックマン・シンプソン（Yuma Hickman Simpson）
エイブラハムの実母。
ヴァージル・シンプソン（Virgil Simpson）
エイブラハムの高祖父。元々はバーンズ社長の祖父ウェインライト・バーンズの奴隷であり、エイブラハムはこの事実を隠してきた。後に妻となるメイデリンとその娘エリザは彼とともにカナダまで逃亡した。この話はアンクルトムの小屋のハリー坊やの話と重なる。また、妻のメイデリンの結婚後の性を借り、シンプソンの名字を名乗った。その為、ホーマーの家系には本来のシンプソン家との血縁が無い。
メイデリン・シンプソン（Madeline Simpson）
エイブラハムの高祖母。元夫のヒーラムを見捨ててヴァージルと娘エリザとカナダへ逃亡し、その後ヴァージルと再婚した。
ヒーラム・シンプソン（Hiram Simpson）
本物のシンプソン家出身。はじめはヴァージルのカナダ逃亡に協力していたが、バーンズに新しい靴でつられ、すぐ裏切ってしまった。顔は血のつながりは無いのになぜかホーマーに似ている。（しかし巻き毛）
エリザ・シンプソン（Eliza Simpson）
ヒーラムとメイデリンの娘でエイブラハム1世の異父姉。エイブラハム二世の伯祖母に当たる。行き場の無くなったヴァージルに同情し、カナダに母とヴァージルとともに逃亡。その後、ミルハウスの先祖のミルフォードと結婚し、1952年で100歳を迎え、インタビューを受けた。容姿はリサに似ているが、髪がとがっていない。
このことから、ヴァン・ホーテン家とシンプソン家は血のつながりがあり、ミルハウスの方が本物のシンプソン家の血を引いていることがわかる。
エイブラハム・シンプソン一世（Abraham Simpson I）
ヴァージルとメイデリンの息子でエリザの異父弟。エイブラハム二世の曽祖父に当たる。バートに似ているが姉同様髪がバートよりつぶれており、とがっていない。
シンプソン家が黒人の子孫と判明する前の家系図は、ハウランドという人物がエイブラハム二世の曽祖父であり、ヒーラムやエリザも登場せず、矛盾が生じる。
また、香水を作ろうとして媚薬を作ってしまったらしい。ホーマーとエイブラハム二世はこの媚薬を大量生産し、商売を始めた（シーズン6「おじいちゃんとホーマー」）。

## フランダース家
（Flanders family）
ネッド・フランダース
声：ハリー・シェアラー/稲葉実（シーズン1 - 14）→ケンコー（シーズン15以降）、多田野曜平（劇場公開版）
フランダース家の大黒柱であり、キリスト教原理主義の『よさ』を飽きるほどとくなどといった、新生的福音主義者の当てこすり役に回される場合が多い。シンプソン一家の隣人でもあるネッドだが、ホーマーには悪口を言われるほど嫌われており、しばしば彼のおどけや陰謀の的にされる。シンプソン家とは敬虔かつ潔癖なところを除けば、2者の間に大差はない。ネッドはよくシンプソン家の子供たちのことを気にかけているようである。しばしばシンプソン家の者たちから嫌がらせを受けているが、驚くべきほどにそれをうまく乗り越えている。バートとリサがチャイルドサービスによって過保護な人物の元に引き取られてしまった際、フランダース家は2人の里親となり、洗礼を施そうとしたところ、ホーマーにとめられた。ロッドはエゴ丸出しゴルフトーナメントにおいては、バートと同位になった。ネッドとホーマーがラスベガスまでワイルド・トリップをした際、既婚でアルコール依存症のウェイトレスに会った。おかしなことが何度も起きているのにもかかわらず、シンプソン家が隣に引っ越した日にフランダース家からもらったテレビ台を今でも使っているほど、両家は隣人同士として付き合い続けている。
シンプソン家を除いて誰からも愛されている（劇場版『ザ・シンプソンズ MOVIE』ではバートのみ一転、ネッドを理想の父親像として認め、尊敬し慕うというシーンが登場する）。しかし話が信仰に絡むと、敬虔すぎるあまり普段の博愛ぶりから想像もつかない過激な会話を何食わぬ顔ですることもある。裕福な暮らしを送っているように見えるが、ネッド曰く家財道具の多くは「訳あり品」として安く買い叩いたものであるという。シンプソン家には、家具・家電問わずあらゆる家財道具を貸しているが、却ってきたためしがない。よく寒い駄洒落を言う。セーターは滅多に替えず、いつも同じものを着ているらしい。
ネッドはモードにレース場での事故で先立たれ（声優の引退に伴うストーリー上の措置）、それ以来ロッドとトッドを男手一つで育てている。モードの死後、何人かの女性と関係を持つもうまくいかず、後にエドナと結ばれるもそのエドナも死去してしまう。若く見えるが、60歳である。モールで左利き用品専門店を経営している。悲鳴をあげるときや歌うときは女性のような声になる。ザ・ビートルズのファンであり、ビートルズのグッズを数多く収集している。なお、ファンであることは隠しており、それらのグッズは全て地下の隠し部屋に保管されている。自宅の地下室は広く、ビリヤード台など色んな物が揃っており、しばしば遊技場、あるいは町の人たちの溜まり場として使用される。幼少期は両親も手をこまねくほどの問題児であったが、医師によるカウセリング（尻叩き）を受け、現在の性格にいたる。
フランダース家が初期に登場した時の彼らの宗教観はさほど強くなく、ネッドの設定も「シンプソン家に恥をかかせたり怒らせたりするのがとてもうまい人で、完璧な家族を持っている」というものだった。しかし、脚本家たちが彼をただ単なる「いやに道徳家ぶった冷血漢」にしたくないと思って努力し続けた結果、現在のキャラクターになった。
日本語版の最初期と現在では声優の演技が違い、特に初期版のネッドは多少憎たらしい小金持ちのようなキャラクター的な雰囲気を持つが、本質はあまり変わっていない。
モード・フランダース
声：マギー・ロズウェル、マーシャ・ミッツマン・ガヴァン（シーズン11のみ）/紗ゆり（シーズン2 - 14）→柚木尚子（シーズン17）
初登場エピソード - シンプソン家 VS フランダース家（シーズン2）
ネッドの妻にしてロッドとトッドの母親。モードはネッドと幸せな結婚生活を送り、彼とロッドとトッドに揺らぎのない信心深さをしみこませた、信仰と貞操とチャリティーを備えた女性だった。
一度判断力を養うために聖書のキャンペーンに参加し、マージとともに『イッチー&スクラッチー』に対する強い反対運動を行ったことがある。これは彼女は子供たちをとても愛していて、子供たちの純粋さを「汚す」ポップカルチャーの見えざる影響や、リベラル教育、アニメにおける暴力表現などを嫌ったためである。これは徐々に過激化して行き最終的にはミケランジェロのダビデ像さえもわいせつであるとして展示反対運動に発展してしまった。
聖書を読むことと神に祈ることに時間を割くモードだが、隣人であるシンプソン一家で時々行われるホームパーティーの際は髪を下ろした。ホーマーはモードの気を引くために皮肉を言うが、モードはよくそれにひかれてしまった。
また、第2シーズンの『シンプソン家の戦争』という回においてホーマーはディナーパーティーで短いドレスを着たモードに色目を使ったが、結局ホーマーはマージとともにマリッジキャンプに行った。
第11シーズンの『フランダースの悲しみにさよなら』にて、スプリングフィールド・スピードウェイにてTシャツ大砲の弾（Tシャツ）が当たり、観客席から落ち、ホーマーが救急車専用の駐車スペースに車を止めていたため、十分な処置がなされず亡くなった。いつも一緒に苦難を乗り越えてきたと信じてきたネッドは大ショックを受けた。『バートの本当のママは誰?』（原題："Bart Has Two Mommies"）という回においてはボブ・ホープとともに天国にいて、神様にトッドとロッドはどうしているか尋ねられた。『ハロウィンスペシャルXIII〜今そこにある恐怖〜』のオープニングには幽霊として現れ、その時はマギー・ロズウェルが再び声を当てた。なお、ロズウェルの演じるモードは『グルメパパは3ツ星評論家!?』を最後に登場しなくなった。ゲーム版ではバートとリサが死んだとき、ツリーハウスにモードの名前が確認できる。
ロッド・フランダース
声：パメラ・ヘイデン→クリス・エドガーリー/真柴摩利（シーズン1 - 14）→ふじたまみ（シーズン15以降）
フランダース家の長男。糖尿病を心配するモードに甘い物を止められており、口にすると我を忘れる。神様が自分と弟トッドを見守ってくれることと、父親の仕事がうまくいくことと、バート・シンプソンのような人物も含めてすべての少年少女が幸せになることを、一日中祈っている。
弟と一緒に遊ぶことが好きで、キュウリとカッテージチーズの入ったフランダース風ナチョをよく食べる。趣味に熱中しているときは無口になる。歌う時は手を叩く。
『8年後のシンプソンズ』という回ではある種の熱血漢に成長していたが、キャノンになっていたかどうかは不明。『暴かれたフランダースの秘密』という回では、ハリケーンが家を襲った際、木に頭をぶつけて痛いと叫んだあと、父親に安全なところまで連れて行かれた。『バートの本当のママは誰？』（原題："Bart Has Two Mommies"）という回でバートが教会の上でチンパンジーの人質にされた時、ロッドはチンパンジーからバートを救い出した。また、モードの死後であるこの回において、マージが慰みになる人物であると考えていることがわかった。
トッド・フランダース
声：ナンシー・カートライト/安達忍（シーズン1 - 14）→奥野香耶（シーズン15以降）、宇乃音亜季（劇場公開版）
フランダース家の次男でロッドの弟。フランダース家の中で最も目立っている。ヴァイオリンがとてもうまく、スプリングフィールド小学校のバンドの一員である。
冒涜するときは、"Hell no"や"I said I don't want any damn vegetables"といった自分を呪うような言葉を吐く。モーが自分の店で怒りを爆発させると"Ow, my freaking ears!"と嘆く。両親の加護が未熟であるか絶え間ないものであるがために、Pixy Stixをバートに食べさせられるなどといった、自分の家族や、家族の敬虔な行動などを外部にからかわれると、トッドは意地悪になり、兄を"zitface（にきび顔）"と呼ぶなど、バートを喜ばせるような行動をとるようになる。
兄弟ともに、未だに天動説を教えているほど前近代的なキリスト教系小学校に通っており、両親の行いもあまりにも理想的過ぎたために極度の世間知らず。外部の粗野な文化に触れるとたちどころに影響されてしまい、トッドは補助輪付きの自転車ですら満足に乗れない。
その他フランダース家の人々
『暴かれたフランダースの秘密』では、ネッドの両親がビート族だったことがわかった。彼らは悪い意味で寛大な子育てに固執していて、自分の子供をしつけたり罰することを避けてきた結果、ネッドは手の付けられない人物になってしまった。専門的な助けを求めた両親がフォスター医師に相談し、ネッドに実験的な治療が施された結果、ネッドはまったく怒りを表すことのできない人間になってしまった。
ネッドの家族の規模はとても大きく、『リサとマッカートニーはベジタリアン』 でネッドの家族が集められた際、世界中から親戚が集まり、その中にはメキシコ人やイギリス人もいた。『ホーマーの願い事』において、Capital Cityに住む姉妹がいたという発言があったことから、ネッドには最低1名の兄弟姉妹がいるということが考えられる。
『ジイちゃんのお宝を探せ!』では、第二次世界大戦中フランダース指揮官がエイブ・シンプソン軍曹とモンゴメリ・バーンズ兵士の上司だったということがわかる。
『シンプソンズ家の大事件』においてネッドはグランマ・フランダースなる人物を紹介する場面があるが、ネッドの母親なのか祖母なのかははっきりしていない。
なお、ネッドとトッドは第1シーズン第1話『シンプソン家のクリスマス』という回で初登場を果たした。一家そろっての登場は第2シーズンの『シンプソン家VSフランダース家』で、この時初めてロッドとモードも出てきた。フランダースという名字の由来は、マット・グレイニングの故郷オレゴン州ポートランドフランダース通りからきている。

## スプリングフィールドの住民
ジョー・クインビー（Joe Quimby）
声：ダン・カステラネタ/納谷六朗（シーズン2#1）→辻親八（シーズン2 - 14）→露木徳幸（シーズン15以降）、加藤亮夫（劇場公開版）
スプリングフィールド（Springfield）の市長で、それを主張するタスキを常に身に付けている。ニックネームは、“ダイヤモンド・ジョー”。不正蓄財をするとすもしばしばで、市長の権力を使い女性を口説くことも。民主党所属。口癖は「クインビーに一票を（Vote Quimby）」。クインビーは常にこの口癖を言う機会を狙っていて、ホーマーにモーテルで愛人と一緒にいるのを見られたときでさえ、この口癖を言ってしまうほど。
一度、サイドショー・ボブの策略で市長の座を奪われてしまったものの、バートとリサ、スミサーズの手によって、市長の座を取り戻した。
クインビーのモデルはテッド・ケネディーを中心としたケネディー家の政治家たちで、英語版の声はアイルランド系であったケネディー元大統領を連想させるようアイルランド系のアクセントを含むものとなっている。
クインビーの名前の由来はマット・グレイニングの出身地であるオレゴン州ポートランドのノースウェスト・クインビー・ストリートに因んでおり、「トムとジェリー」の制作者であるフレッド・クインビーにも敬意を表している。
クランシー・ウィガム（Clancy Wiggum）
声：ハンク・アザリア/島香裕（シーズン1 - 2）→中村大樹（シーズン3 - 14）→東條達也（シーズン15以降）
スプリングフィールド市警の警察長だが、無能で非常にいい加減。汚職や職権濫用にも無頓着。しかし童顔でなんとなく
憎めないキャラクター。ラルフの父。初期は髪の色が黒かったが現在では青色になっている。
ホーマーに匹敵する食欲の権化で、より深刻な肥満体型。前述の通り極端にいい加減で子供じみた性格ではあるものの、一応の正義感や職業意識は持っており、スネークやファット・トニーら犯罪者への取り締まりには意欲的である。また、間接的にだが青年時代にホーマーの母モナに喘息を治してもらった。
ジーナ・ヴェンドッティ（Gina Vendetti)
声：サラ・ミシェル・ゲラー/柚木尚子
バートのガールフレンドだったゴス系の不良少年少女。一緒に刑務所から脱獄しようとしていたが、家族がいなくて泣き出す。ジーナはバートといつも喧嘩していて、刑務所から出てからはバートのことをファミリーガイと呼んでいた。
サラ・ウィガム（Sarah Wiggum）
声：パメラ・ヘイデン/大塚瑞恵（シーズン10 ‐ 14）→津田里穂（シーズン15以降）
ウィガム署長の妻でありラルフの母。未来の話では夫と離婚している。
バーニー・ガンベル（Barney Gumble）
声：ダン・カステラネタ/広瀬正志（シーズン1 ‐ 14）、石丸博也（一部エピソードのみ）→魚谷としお（シーズン15以降）
ホーマーの幼馴染で飲み友達。重度のアルコール中毒でいつもモーの店にいる。かつてはハーバード大学を目指すほど優秀だったが、ホーマーに酒を勧められ、それに溺れてしまった。まれに中毒症状が治まると一変、有能な姿を現す。歌唱力の面で右に出る者はいない。
以前は伯父が経営するボウリング場で働いていたが、原発を退職したホーマーを雇う代わりに解雇された。以降は製薬会社の新薬の臨床試験などの短期のアルバイトを繰り返している。
シーズン11からはアルコール中毒を治すために酒類を飲まなくなるが、代わりにコーヒーを飲むようになったためカフェイン中毒になってしまっている。
ゲップをよくしているがそれは遺伝でなおかつ優性形質の模様。
モー・シズラック（Moe Szyslak）
声：クリストファー・コリンズ（『子守のおばちゃま』のみ）、ハンク・アザリア/稲葉実（シーズン1 - 14）→唐沢龍之介（シーズン15以降）
ホーマーたちの行きつけのバー「モー・タバーン」（Moe's Tavern）を経営する、陰険で不細工な独身中年。だが飼い猫を溺愛したり、朗読ボランティアに参加するなど心優しい一面も垣間見せる。バートのいたずら電話の格好の標的であり、その度にひっかかって客の前で恥ずかしいことを言わされる。常に孤独に苦しんでおり、クリスマスなど自分の不幸が際立つイベント時にはしょっちゅう自殺未遂をしている。自殺ホットラインの電話相談などにも執拗に相談し過ぎて、もはや相手にされていない。
嫉妬心や猜疑心が強く、短気で姑息で執念深く、盗撮や嫌がらせを趣味とするため「性格が悪い」「町の嫌われ者」という扱いでネタになる事も多い。その一方で、敵意を向けてくる相手への容赦の無さから、本当の悪漢が相手の時には人一倍頼りになる人物でもある。何かにつけ激高してカウンターに隠し持ったライフルを向けてくる悪癖があるが、ホーマーほか友人が暴漢に襲われたりした際は、そのライフルを携えて真っ先に助けに入る。
顔の醜さは作中随一で、オークやトロールなどと呼ばれモンスター扱いされるレベル。時に血が緑色だったり「母体内で兄弟を殺した」「ブードゥーの呪いで生を受け、燃えながら逆子で生まれた」と語るなど、事実として人間離れし過ぎている節もある。女性との交際を切望しているが、その試みはいつも失敗に終わっている。
またマージに気がある素振りもよく見せ、独り言用の「ミッジ」という呼称を密かに付けて横恋慕している。ホーマーとマージの夫婦関係が険悪になると内心で喜ぶ半面、その友情に篤い性格から親身になって関係修復の手助けをしたりと、悪に染まり切れないところがある。疎外感が強い者同士でリサとも通じ合う部分があり、自己嫌悪に陥った者にとっては良きアドバイザーとなることもしばしば。
子役経験、ボクサー経験などがあり、イタリア系移民であることもほのめかされる。経営の立て直しのために度々店を改装しては失敗し元に戻している。
父親はエベレストに住むイエティというネタもあったが、シーズン29エピソード16にて父親、及び弟と妹が登場。モー同様に外見も内面も醜い親子であった。家族でマットレスのフランチャイズを経営していたが、ライバル店との嫌がらせ合戦において卑劣な手段に徹しきれなかったモーは勘当状態になっている。
シーワールドからシャチ1頭を盗んできて店の中で飼っていたことがある。
サム
声：ハンク・アザリア/島田敏
モーの店に入り浸っている、緑の帽子と丸いメガネ、曲がった背筋が特徴の男。昔は背筋がまっすぐで、アルコール依存症でも無かった。出てくる時はラリーと二人一組の時が多い。
ラリー・ダルリンプル
声：ハリー・シェアラー/目黒光祐
モーの店に入り浸っている、赤いジャケットと髪が数本しかないハゲ頭が特徴の男。滅多に喋る事は無いが、喋る時は支離滅裂な事をぼやく。出てくる時はサムと二人一組の時が多い。
2024年4月21日に放映された第765話「Cremains of the Day」においてアルコール中毒または脳動脈瘤で死亡。同エピソードでは彼の孤独な人生の様子がエリナー・リグビーのMVのパロディで紹介された。
ジュリアス・ヒバート（Julius Hibbert）
声：ハリー・シェアラー→ケビン・マイケル・リチャードソン/青森伸（シーズン2 - 14）→平林剛（シーズン15以降）
大病院に勤務するジョンズ・ホプキンス大学医学部卒の医師。医師免許がないらしく子供たちが無免許で医療行為をしている人間をラジオでバラそうとした時に焦っていた（実際はホーマーのことであった）。シンプソン家の加入する医療保険での指定医。人格円満でそつがない。いつも冗談を言っては一人で笑っている。意味の無いところで、いきなり笑い始めるのが特徴。黒人。回想シーン登場時には髪型が毎回違う。45歳。共和党員。メンサに入会している。スノーボール二世を轢き殺してしまったのも彼である。シリーズ初期ではハーバード大卒という設定だった。（シーズン2エピソード23で言明がある）ハーマノとマーフィー（リサの尊敬するジャズマン・後述）という兄弟が二人いるがどちらも面識がなく、マーフィーを診察した際も気付かなかった。
ニック・リビエラ（Dr. Nick Riviera）
声：ハンク・アザリア/広瀬正志（シーズン2 - 5）→飛田展男（シーズン6 - 14）→ケンコー（シーズン15以降）、桜木章人（劇場公開版）
不正規な治療をもっぱら行うノリのいい開業医。「ハーイ、エブリバディ！」が口癖。シーズン5までとシーズン15からの口癖は「こんにちは、みなさーん！」。保険外で危なっかしいが、廉価でかつ融通を利かせた治療をしてくれるのでいろいろ重宝する。移民出身。メイヨー通信教育医学コース卒。おそらく正規の医師ではなく手術前に外科手術教材ビデオを見ている。偽医者、ヤブ医者の設定で度々登場。複数の医療訴訟を抱えておりたいてい窓から逃げる。なぜか通販番組のリポーターとしてもよくテレビに登場する。
ティモシー・ラブジョイ（Reverend Lovejoy）
声：ハリー・シェアラー/目黒光祐（シーズン1 - 14）→露木徳幸（シーズン15以降）、中田譲治（劇場公開版）
教会の牧師。神学校を出てスプリングフィールに赴任して来た当時はやる気に満ちあふれていたのだが、なにかにつけて相談をしてくるフランダースのせいで熱心さが無くなってしまい日曜日の礼拝の説教は退屈で終わった途端に信徒たちが逃げ出すほど。そのため、ホーマーと同じくらいにフランダース家を疎ましく思っている。それでも読書会や夫婦仲改善セミナーなどのチャリティを開催している。一人娘のジェシカを溺愛しておりジェシカの言うことはなんでも信じる。鉄道模型が趣味でクリスマス礼拝よりも鉄道模型の修理を優先させるという熱狂ぶり。
犬を飼っていて、散歩をさせている時は日ごろの鬱憤を晴らすためなのかフランダース家の庭で用を足させている。
ヘレン・ラブジョイ（Helen Lovejoy）
声：マギー・ロズウェル、マーシャ・ミッツマン・ガヴァン（シーズン12のみ）/さとうあい（シーズン2 - 14）→おまたかな（シーズン15以降）、伊藤美紀（劇場公開版）
おしゃべりで有名なラブジョイ牧師夫人。ゴシップが好き。夫とともにヒバート医師夫妻とポーカーをしていたり、マージを投資サークルから追い出したりなど、不真面目で意地悪。
アプー・ナハサピーマペティロン（Apu Nahasapeemapetilon）
声：ハンク・アザリア/広瀬正志 （シーズン1 - 14）→菊池通武（シーズン15以降）
インド出身のヒンドゥー教徒。Caltech出身（カルカッタ工科大学であって、カリフォルニア工科大学ではない）。
酷いインド訛の英語を話す、クイックEマートというコンビニの店主。店は頻繁に強盗（主にスネーク）に襲われ、悪ガキたちに万引きされている。
積極的に表記のごまかしやぼったくりを行うちゃっかり者だが、哲学の博士号の持ち主で頭脳は明晰。許嫁である妻のマンジューラ（日本語版：真柴摩利→柚木尚子）との間にたくさんの子供がいる。
リサ同様ベジタリアンであり、店の屋上に農園を持っている。ポール・マッカートニー夫妻とはベジタリアン仲間であり、ビートルズ時代にインドに瞑想の旅に出かけ、現地で出会って以来の付き合い。彼らがスプリングフィールドを訪れるときは必ずアプーの農園に立ち寄っているという。愛車はポンティアック・ファイヤーバード。 彼のキャッチフレーズは「Thank you! Come again!」翻訳すると「ありがとうございます、また来てください」。弟がおり、サンジャイという名前だが、兄よりハゲている。2017年に制作された映画『アプーにまつわる問題』で彼のインド系のキャラクターがステレオタイプだとして取り上げられて以降、彼のキャラクターは人種差別なのではと問題になり炎上、この事態を受け製作側はシーズン30から彼を登場させなくなった（このことについてエピソード内でリサが『ずっと前に始まったことは最初は称賛され、無害でも、今は正しくないと言われる。どうすればいいの?』と語っているシーンがある）。
日本での正式名は「アプー」であるが、劇中で表示される字幕やタイトルでは「アープー」表記が多く、日本語吹き替え版の登場人物も後者の名前で呼んでいる。
リチャード・テキサス（Richard Texan）
声：ダン・カステラネタ/青森伸（シーズン5 ‐ 10）→北川勝博（シーズン11 ‐ 14）→小野寺悠貴（シーズン15以降）
ルイジ・リゾット（Luigi Risotto）
声：ハンク・アザリア/中村大樹（シーズン5 ‐ 14）→藤井雄太（シーズン15以降）
ディスコ・スチュー（Disco Stu）
声：ハンク・アザリア→/辻親八（シーズン7 ‐ 14）→小野寺悠貴（シーズン15以降）
ハチ男（Bumblebee Man）
声：ハンク・アザリア→エリック・ロペス/広瀬正志（シーズン4 ‐ 14）→原語版流用（シーズン15以降）、桜木章人（劇場公開版）
ロイ・スナイダー（Roy Snyder）
声：ハリー・シェアラー→ケビン・マイケル・リチャードソン/青森伸→糸博、郷里大輔→平林剛（シーズン15以降）
ジャック・ブランズウィック（Jacques）
声：アルバート・ブルックス/富山敬（シーズン1）→村山明（シーズン6）→藤井雄太（シーズン16）
クッキー・クワン（Cookie Kwan）
声：トレス・マクニール/さとうあい（シーズン9 ‐ 14）→ふじたまみ（シーズン15以降）、森夏姫（劇場公開版）
ジェレミー・フリードマン（Jeremy Freedman）
声：ダン・カステラネタ/飛田展男（シーズン2 ‐ 14）→ケンコー（シーズン15以降）、石上裕一（劇場公開版）
ライオネル・ハーツ（Lionel Hutz）
声：フィル・ハートマン/石丸博也
自称弁護士。勝てそうにない裁判で度々トイレに行ったり逃げ出そうとしたりする無責任な性格。捨てた書類を人目につかないように神経質になったり、書類を燃やしたりと陰で何をしているか分からない。後に不動産業も始める。原語版声優であるフィル・ハートマンが死去したため、登場しなくなった（モブキャラとして背景に写っていることはある）。
コミックブックガイ（Comic Book Guy）
声：ハンク・アザリア/青森伸（シーズン2 - 14）→山本満太（シーズン15以降）、日向とめ吉（劇場公開版）
コミックやアニメ、トレーディングカード関連グッズを扱う店の主人。オタク中年。40代半ばまで童貞だった。本名はジェフ・アルバートソン（Jeff Albertson）。
何かにつけ批判的でネット弁慶、恋慕の対象は二次元三次元を問わずフィクション上の女性ばかりと、オタクの気質が万国共通であることを感じさせるキャラクター。メンサのメンバーで、実は博士号も持つ高学歴のインテリのはずだが、完全な趣味人でその上底意地の悪い発言しかしないため、他人の役に立ち一目置かれるような場面は皆無。エドナと付き合った事があるが程なく破局した。
シーズン25で日本人漫画家クミコ・ナカムラ（日本語版の声：佐藤里緒）と電撃的な恋に落ち相思相愛となる。クミコを日本へ連れ戻そうとする強権的な父親によって一時は引き離されるが、ホーマーの協力も得て説得に成功し、神父役のスタン・リー立ち合いのもと晴れて入籍した。
以後も内向的な暮らしぶりは相変わらずだが、夫婦仲は良好のようで、イベント会場に赴く際には夫婦で派手なコスプレをして現れる事が多い。
ジョナサン・フリンク（Professor Frink）
声：ハンク・アザリア/飛田展男（シーズン2 - 14）→猪瀬光博（シーズン15以降）、渡辺浩司（劇場公開版）
IQ197のマッドサイエンティスト。いつも素晴らしい発明をしているがドジを踏み、できる人といった感じがない。アープーの師でもある。メンサに入会している。会話の末尾で「ホイビック！」や「ブロインビー！」など意味不明な言葉を発する癖がある。
独身と思しき言動が多いが「ハーブおじさんは発明家」「オヤジはつらいよ」では息子が登場し、前者では妻の存在も口にする。
アグネス・スキナー（es Skinner）
声：トレス・マクニール/鈴木れい子（シーズン1 - 14）→上田ゆう子（シーズン15以降）、森夏姫（劇場公開版）
シーモア・スキナーの母。何かにつけては息子を家に呼び戻し、しばしば理不尽な命令をする。
モグラ男（Hans Moleman）
声：ダン・カステラネタ/朝戸鉄也（シーズン2 ‐ 14）→山本満太（シーズン15以降）
いつも悲惨な目に遭う不遇の男性。ネタでバートの替わりにシンプソン家の養子になったことがあった。作中で無効処理にされた免許証から、本名がラルフ・メリッシュ（Ralph Melish）である事が判明している。
ホーマー曰くピーナッツみたいな味がする。外見は老人のようだが、実年齢は31歳である。外見はアルコール中毒でこのような顔になったらしい。しかし、設定上70歳以上でなくては辻褄が合わないこともあり、年齢は安定していない。父親が生きており、本人より髪が残っており、車椅子レースで息子とともに参加した。職業は大型トレーラーの運転手で事故をよく起こすが原因はたいていシンプソン家がらみ。
近年のエピソードでは普通に老人扱いである事が多く、ホームでエイブらと共に暮らしていたり、病院で親族らに勝手に生命維持装置を切られたりする。30年前にはスプリングフィールド市長を務めており、演説の壇上には宙返りしながら現れるほどはつらつとしていて市歌の作詞作曲にも携わった。
マーヴィン・モンロー（Marvin Monroe）
声：ハリー・シェアラー/富田耕生（シーズン1 - 5）→山本満太（シーズン16）
作品序盤にしばしば出演した精神科医。彼の治療はシンプソン家には全く逆効果だった。シーズン11に墓が登場するなど、長らく死亡していたことになっていたが、マージが小説を出版したときにサイン会に現れた。「今まで何をしていたの?」とのマージの問いに「病を患っていた」と答えた。
ジェバダイア・スプリングフィールド（Jebediah Springfield）
声：ハリー・シェアラー/青森伸（シーズン1 - 6）→玉野井直樹（シーズン35）
スプリングフィールドを建設し、スプリングフィールド最初の病院を泥と木で造ったとされる歴史上の英雄。アライグマの帽子を被り、素手で熊を絞め殺したという伝説を持つ。広場には街の象徴として彼の銅像があり、今もスプリングフィールドで絶大な人気を誇るが、実像はジョージ・ワシントンをも狙った海賊だったことをリサは知った。開拓伝説批判の文脈で登場する。バートは像の首を切断したことがある。
アキラ・クロサワ（Akira Kurosawa）
声：ジョージ・タケイ→ハンク・アザリア/伊藤栄次
日系人青年。空手道場の師範で“ハッピー・スモウ”という寿司レストランに勤務。彼の道場には日本語が書かれた掛け軸が掛けられている。家電量販店などで働いている場面も散見される。
カーク・ヴァン・ホーテン（Kirk Van Houten）
声：ハンク・アザリア/糸博（シーズン2 - 14）→山本篤（シーズン15以降）
ミルハウスの父。典型的な負け組中年。
冴えない趣味を浅く持ち、自己啓発に影響されやすく、ストリップ通いを好む。ＴＰＯをわきまえず下ネタで盛り上がろうとするなど人付き合いがあまり上手くないため、友人らしい友人もいない。親戚のコネでクラッカー工場の経営を任されていたが上手くいかず失職、以後はたまに日雇い労働をするか、あるいはただ無職として無為に過ごしている。
ルアーンとの夫婦生活は円満とは言えず、シーズン8では遂に離婚し追い出される。その後は長らく、ロクな仕事にも就けず悪女に騙されてはカモにされる荒れた独身生活を続けた。シーズン17で和解し再婚。本人同士の欠点が解消した訳ではないため、相変わらず些細なことで諍い、時にはカークが締め出されるという、やや不安定な夫婦関係へと戻った。
ルアン・ヴァン・ホーテン（Luann Van Houten）
声：マギー・ロズウェル/安達忍（シーズン2 ‐ 14）→くわばらあきら（シーズン15以降）
ミルハウスの母。カークとはいとこ同士。
ダメ亭主のカークに不満を募らせる生活を続けていたが、マージが催したパーティーでとうとう癇癪を起こし離婚を突き付ける。こちらはカークとは逆に離婚直後にはパイロと付き合い始め、ほか独身時代のアープーやディスコ・スチューなどとも関係を持ち、割と充足したシングルマザー生活を送っていた。カークと比べれば問題の多い女性ではないが貞淑とも言えない性格で、パイロと付き合っている最中にも親友のジャイロに二股をかけていたり、ヒバート夫妻らを交えたスワッピングパーティーに参加したりしている。
子供同士が親友である縁で、マージとは「友人」と言って差し支えない関係ではあるものの、実はそれほど気が合っている訳ではない。
パイロ（Pyro）
声：ハンク・アザリア
ルアンが離婚直後に付き合い始めた男。実は離婚前から既に関係があったことが示唆されている。スタントマンや剣闘士など肉体派の仕事をしており、ミルハウスに対しても面倒見の良い好漢であった。
未練がましく追いすがるカークを大人げある態度で追い払う一方、暴動時にカークがホーマーに襲われていると「俺の彼女の元夫に何をする!」と助けに入るなど、頼りがいのある性格。以後もダフマンの後釜を決めるコンテストなどでたまに登場する。
ルー（Lou）
声：ハンク・アザリア→アレックス・デザート/伊藤栄次（シーズン1 ‐ 14）→菊池通武（シーズン15以降）
ウィガム署長の部下の黒人警官。大卒。離婚歴がある。ガンマニアで射撃の腕前も確か。自宅では全裸で過ごしているらしい。
汚職、怠慢、行き過ぎた取り締まり等の非常識な行為はウィガム署長が行うのが常で、ルーはそれにツッコミを入れたりフォローするシーンが多いため、結果として作中きっての常識人という立ち位置に収まっている。
エディ（Eddie）
声：ハリー・シェアラー/北村弘一（シーズン1 - 4）→目黒光祐（シーズン5 - 14）→井川秀栄（シーズン15以降）
ウィガム署長の部下の白人警官。ルーと同じく、職務に忠実な常識人。
常にルーと二人一組で行動しているため出番は多いが、ルーのセリフだけで話の進行には十分なため、エディは大抵の場合、全く喋らない。しかし別に無口という特徴を持つ訳でもなく、必要さえあれば普通に会話する。
ハーマン（Herman）
声：ハリー・シェアラー/千葉繁（シーズン1 - 2）→辻親八（シーズン3 - 14）→魚谷としお（シーズン15以降）
ミンタリー・アンティーク・ショップの経営者で、店は老人達の溜まり場となっている。右腕がない。
スネークのように犯罪を生業とはしていないがやや危険人物であり、ネルソンとバートの子供の喧嘩に介入してネルソンを集団でいじめる方法をバートに教えたり、ホーマーを利用して偽造ジーンズで商売しようとしたり、揉み合って店に飛び込んできたウィガムとスネークを縛り上げて監禁した事がある。また、エイブからはその危険度合をジョージ・パットン以上と評されている。
前述のように片腕はないが軍隊経験は一切なく単なるミリタリーマニア。小学校では「スクールバスから腕を出していて対向車に当たった」と噂される他、自叙伝には「ヒッチハイクしようとして右腕を突き出したところに若かりし日のウィガムが運転する車が当たって千切れてしまった」と記している。
ジャスパー・ビアドリー（Jasper Beardley）
声：ハリー・シェアラー/青森伸（シーズン1 - 14）→見上裕昭（シーズン15以降）
老人ホームでエイブラハム・シンプソンとよく一緒にいる禿頭で長い髭の老人。やはり認知症気味でトラブルメーカー。退役軍人で片足は義足。常に銃器を携行している。
尺の都合でカットされたためお蔵入りになったが、ラブジョイが街を訪れる前はジャスパーが教会で牧師をしていたという設定がある。
クレタス・スパックラー（Cletus Spuckler）
声：ハンク・アザリア/朝戸鉄也（シーズン5 - 14）→菊池通武（シーズン15以降）、桜木章人（劇場公開版）
スプリングフィールドの町外れのあばら屋に住んでいる。小規模ながら農業や酪農を営んでいるが生活は貧しく、訪ねてくる人にショットガンをちらつかせて物をねだる。定職にもつかず、やたらに子だくさんでアメリカの典型的ホワイトトラッシュを具現化している。シーズン8「マージのビジネス修行」では29人、現行のエピソードでは44人の子供がいる。
車に轢かれた小動物、鉛入りの塗料、郵便配達員など何でも調理して食べてしまう。また酒や覚醒剤や銃火器なども好き勝手に密造して使用している。
妻のブランディーンとは兄妹らしく、子供にはアイパッチをした子や尻尾の生えた子、胴体の繋がった双子などがいる。子供はバートやリサと同世代ながら一様に自活力が高く、優れたチームワークを発揮するなど、ソニービーンを彷彿とさせるネタが散見される。
ブランディ・スパックラー（Brandine Spuckler）
声：トレス・マクニール/安達忍（シーズン7 ‐ 14）→佐伯美由紀（シーズン15以降）
クレタスの妻。よく妊娠しており、出産はいつも車の中で適当に済ませてしまう。子供の総数は話題に登るたびに増えていく。職業はストリッパー。
妊娠中でも気にせずタバコや覚醒剤を嗜む。狂犬病などいくつも病気を抱えているものの、水銀中毒が深刻なクレタスに比べるとしっかり者で、子供一人ひとりへの愛情も強い。クレタスと夫婦になる前に幾度も結婚・離婚を繰り返しており、数十人いる子供のうちクレタスの子である確証が持てるのは２人だけ。
ホレイショー・マカリスター（Captain McAllister）
声：ハンク・アザリア、ハリー・シェアラー/青森伸（シーズン4 - 14）→橋本信明（シーズン15以降）
シーフードレストランさまよえるオランダ人のオーナー。エピソードによりマリングッズや錨専門店を開いていたり、実際に貨物船の船長だったりする。自宅はボートハウス。マギーと同時期に産まれた子供がいるようだが、結婚しているかは不明。なんと両目が義眼。
猫おばさん（Crazy Cat Lady）
声：トレス・マクニール/原語版流用、おまたかな（シーズン15以降）、近藤春菜（劇場公開版）
スプリングフィールドの町中に出没し奇声を発しながら住民に猫を投げつけてまわる謎の女性。老けて見えるがホーマーやマージと同年代で、若くしてイェール大学法学部を卒業し将来を嘱望されていたがアルコールで身を持ち崩し現在にいたる。リサが飼っている現在のスノーボール二世は猫おばさんから貰った。住居は典型的なゴミ屋敷と化しており、マージの手助けで一斉にゴミを処分した際には精神状態も正常に戻り、ほぼ普通に会話ができるようになった。また、犬男という自分と似た境遇の男と出会い、付き合っていた。欧米では高齢の独身女性や未亡人が寂しさを紛らわそうと大量の猫を飼ったり餌付けをするという文化的ステレオタイプが存在しそれを踏まえたキャラクターである。
ギル・ガンダーソン（Gil Gunderson）
声：ダン・カステラネタ/稲葉実（シーズン9 ‐ 14）→ケンコー（シーズン15以降）
気弱な中年セールスマン。ミルハウスの父カークと同じく不遇な中年を具現化したようなキャラで、不動産会社に長く勤めていたが失職し、以後は自動車セールスや弁護士、保険の営業など、職を転々としている。妻がいたようだが電話で間男の存在に気付き、恐らくはそのまま寝取られたと思われる。
ライオネル・ハーツが登場しなくなった当初は代わりとして「シンプソン家の顧問弁護士」に挿げられがちな構図があったものの、期限切れか何かで資格を失効し、以後は完全に無職キャラとしての地位を確立している。現在は住所不定らしく公園の遊具やマンホールの中で寝泊まりしている事が多い。ビルの屋上から飛び降り自殺を図ったこともあったが、バートが勝手に動かした昇降機に落下して一命を取り止めた。
当座の仕事が上手くいって喜んでいる場面も多いが、やり手の同僚に手柄を横取りされたり、ホーマーの蛮行の巻き添えで失敗するのが常。マージがサンドイッチショップの経営をした際にはバイト店員を務め比較的有能な仕事ぶりを見せていたが、客引きの際に別のサンドイッチマンの仕事も掛け持ちしていた事がバレてやんわりとクビにされた。
お人好しで悪意の無い性格ではあるがフランダースのように根っから善良という訳でもなく、糊口をしのぐためなら小狡い事や恥知らずな事もそこそこやる。シンプソン家に居候した際には図に乗って大量の家具を持ち込んだり中年仲間と飲んで騒いだりと、かなりの無遠慮っぷりも見せている。
ハイマン・クラストフスキー（en:Rabbi Hyman Krustofski）
声：ジャッキー・メイソン→ダン・カステラネタ/石森達幸（シーズン3 ‐ 14）→平林剛（シーズン16以降）
クラスティーの父親。ユダヤ教のラビでクラスティーがコメディアンになったことで絶縁状態にあったが、リサとバートの尽力で和解した。人格者で人望厚く、市長やラブジョイ牧師とともに街の有識者として助言を求められることもあった。
シーズン26で死亡。TVで酷評され落ち込んだクラスティーが相談に訪れた際に「ルーデンスタインは面白い。お前はといえば、Eh…」と言葉を濁した瞬間、突如として理由もなく絶命した。クラスティーは落ちぶれた様を見せたまま死なれてしまったと絶望し、夢枕に立ったクラストフスキーも「ユダヤ教に天国は無い」と辛辣な言葉を残す。たが、バートに連れていかれたシナゴーグで講演を行うルーデンスタインが盛大に笑いを取っていたギャグは、どれもクラスティーの持ちネタの模倣ばかりだった。父が自分のギャグを絶賛していた事を悟ったクラスティは安堵し「ユダヤの天国」で共に穏やかに過ごす夢を見る。
アーティー・ジフ（Artie Ziff）
声：ジョン・ロヴィッツ/塩屋翼（シーズン2）→梅津秀行（シーズン3 ‐ 13）→藤井雄太（シーズン15）
マージの高校時代のボーイフレンド。優等生だったが卒業パーティーでマージに迫った事で振られてしまう。
IT業界で成功を収め億万長者となったが、未だマージに未練があるようでよりを戻そうと行動する事がある。
株主の配当金を横領し、証券取引委員会から追われる。ポーカーでホーマーに自社の株を譲渡し罪を擦り付けようとするが、自責の念から自首する。
リンゼイ・ニーグル（Lindsay Naegle）
声：トレス・マクニール/紗ゆり（シーズン9 - 14）→おまたかな（シーズン15以降）、織田芙実（劇場公開版）
しばしば登場するキャリアウーマン。ビジネスパーソンとして成功しており様々な企業で働いている。一方で非常な子供嫌いであり、高額納税者であることから自身が納めた税金が児童福祉や子を持つ世帯への支援策などに使われることを嫌っておりそういった政策の一切を禁止する法案を通すべく運動を展開したことがある。下ネタ好きらしく、夢はヌードと放送禁止用語をテレビで放送することであると語っている。

## スプリングフィールド小学校
（en:Springfield Elementary School）
シーモア・スキナー（Principal Skinner）
声：ハリー・シェアラー/青森伸（シーズン1 ‐ 14）→ボルケーノ太田（シーズン15以降）
本名はアーミン・タムザリアン（Armin Tamzarian）。44歳。バートとリサが通う小学校の校長。学校を理性ではなく力によって取り仕切っているが、彼がいなくなったときにまともに働いていたことが判明する。2人で暮らす母親には頭が上がらず絶対服従。実は本物のシーモア・スキナー（声 - マーティン・シーン/宝亀克寿）なる人物が存在しており、ベトナム戦争のおり入れ替わってしまった。避難訓練、学校のシンボル像磨き、（バートの）居残り時間の計算以外は校長室にいる。グリーンベレー所属経験あり。他の先生やウィリーからマザコンのホモと噂されている。チェルマーズ教育長には頭が上がらず、問題が起きないように事前にバートやネルソンなどの問題児を呼び出し閉じ込めたことも。ホーマーらと床屋音楽グループ「ビー・シャープス」を組んだ。エドナ・クラバーペルと付き合い始める。エドナと付き合うまで童貞だった。エドナとは結婚直前まで行くものの、結婚式当日に破局してしまう。メンサに入会している。バートやネルソンらのいたずらで酷い目に遭い「嘘だ!」と叫ぶのが恒例になっている。ピーナッツアレルギー。ベトナム戦争の回想ネタは回を追うごとにショボくなり、今では「気絶しているうちに乗り切った」というレベルにまでなっている。
前述の「正体はアーミン・タムザリアン」というエピソードはファンはおろか脚本家や声優たちの間でもショッキングに受け止められ、否定的な見方が多かった。のちのちのエピソードにて、スノーボール2に轢死されたリサが続いて3、4と飼っては事故死された末、全く同様の特徴の猫を再び「スノーボール2」と名付け、轢死した過去さえ黙殺する事にする回がある（シーズン15「オヤジはつらいよ」）。その展開にスキナーが苦言を呈するものの「そうですね、タムザリアン校長」と嫌味を言われて去っていくシーンが入るが、これがスタッフ側からの一種の「開き直り」の表明だったらしく、以後のスキナーにまつわるエピソードで「棒高跳びの選手だったアグネスは胎児のスキナーがお腹を蹴ったせいで失敗し、失脚した」「遠方の希望の大学に合格していたのに、スキナーを手元に置いておきたかったアグネスが揉み消した」など、タムザリアンとしてのスキナーと整合しないネタが遠慮なく使われるようになった。
ガリバルディ・ゲイリー・チェルマーズ（Superintendent Chalmers）
声：ハンク・アザリア/朝戸鉄也（シーズン4 - 14）→玉野井直樹（シーズン15以降）
ニューヨーク州のユーティカ出身。スキナーの上司にあたり校長人事権を握る教育長。登場する際には必ずスキナーをどやしつける。スキナーは常に彼の影におびえており、チェルマーズがスプリングフィールド小学校の査定の良判定を下す直前に学校の問題が発覚するのが恒例。スキナーの母親と交際中。愛車は中古のホンダ・アコードで、これはアメリカの教育関係者の給料があまり高くないことに対する皮肉である。あまり素行の良くない娘がおり、妻は故人。
エドナ・クラバーペル（Edna Krabappel）
声：マーシャ・ウォレス/巴菁子（シーズン1 - 14）→近内仁子（シーズン15以降）
バートの担任。初期は教師らしい厳格な性格だったが、次第に男に騙されやすい年増女性となっていき、校長のスキナーとしのぶ仲になったり、ライオネル・ハーツに貢がれたりと散々な目に合ってふてくされ気味。離婚歴があり、前夫からガソリンタンクに砂糖を入れられる嫌がらせを受ける。虎の巻をなくすと教えられない。大学院卒で児童教育学の研究で修士号を得ている。原語版声優であるマーシャ・ウォレスが死去したため登場しなくなった。
本人曰く「どの相手とも真剣に恋愛していたから尻軽じゃない」との事だが、ハッピースモウの板前、スキナー、コミックブックガイを始め、無数の男（時にはパティさえも）と肉体関係を持った事がある。スキナーと破局したのちバートに引き合わされてネッドと恋仲になるも、そのあまりの性遍歴の多さに引かれてしまい一度は破局しかけた。視聴者がこのカップルにどのような顛末を望むかネット上で投票が行われ、結果、無事ハッピーエンドを迎えることとなる。
前述のとおり声優の死去に伴って作中でも明確に故人とされたが、死因については言及されていない。シーズン23の未来編にてネッドが「僕はエドナが殺されてから～」と語るシーンがあり、原文では「accidentally killed by Homer」、即ち前妻モードと同じようにホーマーが原因で不慮の死を遂げたことが示唆されている。だが未来ネタは幾通りもあって番外編の色合いが強いため、それが確たる設定として扱われる事になるのかは定かではない。
エリザベス・フーバー（Elizabeth Hoover）
声：マギー・ロズウェル、マーシャ・ミッツマン・ガヴァン（『三部作! 親指物語』のみ）/さとうあい（シーズン2 - 14）→森本73子（シーズン15以降）
リサの担任。エドナ同様に仕事はいい加減。発達障害児のラルフに対しても極めて冷淡。
デューイ・ラルゴ（Dewey Largo）
声：ハリー・シェアラー/辻村真人（シーズン1 ‐ 2）→長島雄一（シーズン3 ‐ 14）→山本満太（シーズン15以降）
小学校の音楽教師
J.ローレン・プライヤー（J.Loren Pryor）
声：ハリー・シェアラー/納谷六朗（シーズン1 ‐ 2）→小室正幸（シーズン3 ‐ 14）→藤井雄太（シーズン16）
ミルハウス・ヴァン・ホーテン（Milhouse Van Houten）
声：パメラ・ヘイデン→ケリー・マクラウド/飛田展男（シーズン1 - 14）→佐伯美由紀（シーズン15以降）、杉本ゆう（劇場公開版）
バートの友人の少年。頭髪も眉毛も青いのが特徴。バート同様にいたずら好きだが気は弱く、ネルソンの格好の標的。リサが好き。両親は離婚していたがのち再婚。（また、二人はいとこ同士である。）FBIに追われている。当初は優等生だったが、シーズンが進むにつれてバートと同様勉強のできない子になっていった。ただし以降も時々頭の良さを見せることがある。バートが1年生のときの資料には同性愛者と書かれていた。バートの親友を自称しているがたまに裏切る事があり、逆にバートから裏切られる事も。
ネルソン・マンツ（Nelson Muntz）
声：ナンシー・カートライト/安西正弘（シーズン1 - 7 #2）→桜井敏治（シーズン7 #3 - 14）→寺井大樹（シーズン15以降）
バートのクラスメートのいじめっ子。落第して4年生をやり直しているため、他のクラスメートより1歳年上。リサの初恋相手。ときに知的な発言をする。乱暴な性格ではあるが、自分の非を認めることもある。「ムーン・リバー」で有名なアンディ・ウィリアムスのファンであったり、ディズニーワールドで撮ったシンデレラ姫とのツーショット写真を宝物にしているなど、少し変わったところも。家庭科が得意。「ハ〜↑ハ〜↓」という独特な笑い声が口癖（様々なパターンがある）。家庭環境が荒れていて、母親（声：トレス・マクニール/ 鈴木れい子→柴田浩味、高乃麗（劇場公開版））は年増のストリッパーで不在がち、父親（声：ハリー・シェアラー/安西正弘→青森伸→田島章寛）は収監中。
普段はいじめっ子だが、一度大男が小さな車を運転しているのを笑ったため、その男の怒りを買いズボンを下ろされパンツ丸出しで道路を歩かされた事がある（シーズン7「スプリングフィールドに関する22の短いフィルム」）。
マーティン・プリンス（Martin Prince）
声：ルシー・テイラー、他→グレイ・デリスル/安達忍（シーズン1 - 14）→  水間友美（シーズン15以降）、宇乃音亜季（劇場公開版）
バートのクラスメートのいじめられっ子。IQ216の超天才児。リュートを弾く。クラスの皆に笑われて馬鹿にされていたのを、自分が人気者であると勘違いしていた。勉強オタク。一度バートに勉強を教える代わりにバートから遊び・いたずらについて教えてもらったが、その結果遊びの楽しさに目覚めおかしくなった。学校の成績の平均点はリサとマーティンの二人が引き上げて保っているとする場面が多いが、仲の良い「ナード仲間」的な秀才男子が他に3人ほどいて、パソコンや数学コンテストのような課外活動は主にその5人で担当している。
基本的に友達が少ないが、自宅にプールを買って貰いプール目的で一時的ながら本当に人気者になった。この時、「私を孤独と言う奴は殺せ」と発言しており、根っこの黒い一面をうかがわせている。
ウェンデル・ボートン（Wendell Borton）
声：ジョー・アン・ハリス/野村真弓、他
バートのクラスメートの、色白で巻き毛の少年。ほとんどモブキャラでセリフも存在しないが、登場人物の大半が真っ黄色な中の数少ない白色キャラなので画面的にはかなり目立つ。見た目の通り虚弱であり、バス酔いなどで頻繁に嘔吐している。父親は健康的な外見であり、虚弱体質は母親譲りないしは本人固有の体質のようである。
ルイス・クラーク（Lewis Clark）
声：ジョー・アン・ハリス、他→キンバリー・ブルックス/渡辺久美子、他→おまたかな（シーズン15以降）
バートのクラスメイトの黒人少年
ベッキー・ショーター（Becky Shorter）
声：パメラ・ヘイデン/安達忍
リサのクラスメイトの一つ結び
ジェシカ・ラブジョイ（Jessica Lovejoy）
声：メリル・ストリープ/富沢美智恵
バートのガールフレンドで、ラブジョイ牧師の娘
ジェイニー・パワエル（Janey Powell）
声：パメラ・ヘイデン、トレス・マクニール→キンバリー・ブルックス/紗ゆり、真柴摩利、本井えみ、他→柚木尚子（シーズン15以降）
リサのクラスメイトの黒人少女
リチャード（Richard）
声：ジョー・アン・ハリス、他/永澤菜教
バートのクラスメイト
ユーター・ゾーカー（Üter Zörker）
声：ルシー・テイラー→グレイ・デリスル/安藤ありさ、他→おまたかな（シーズン15以降）
バートのクラスメイトで、太っちょの少年
シェリー&テリー・マックルベリー（Sherri and Terri）
声：ルシー・テイラー→グレイ・デリスル/白石文子、安藤ありさ（シーズン1 - 2）→安藤ありさ（シーズン3 ‐ 14）→奥野香耶（シーズン15以降）
バートのクラスメイトで、双子姉妹。テリーが姉でシェリーが妹。基本的にバートを馬鹿にしているが、一時期彼に気があったこともある。父親のバリーは初期設定ではホーマーの上司の原発社員だった。ウェンデル同様、肌が真っ白。しかし、父親は黄色い肌で母親は彼女ら同様色白。他の兄弟姉妹には同じくそっくりな双子の兄が登場する他、劇中未登場の姉妹が更にもう一人いるらしい。
ラルフ・ウィガム（Ralph Wiggum）
声：ナンシー・カートライト/真柴摩利（シーズン3 ‐ 14）→津田里穂（シーズン15以降）
リサのクラスメイトで、ウィガム署長の息子。軽度の知的障害児のため、糊やクレヨンなどを平気で口にしてしまい、学習面に関してもクラスで最低レベル。彼にだけ見える妖精にそそのかされ自宅に放火しようとしたことも。劇でジョージ・ワシントンを演じた際、周囲からその演技が褒められるなど、意外な才能が時折垣間見られる。初期は時々子供らしからぬ事を口走る事もあり、知的障害児の描写は薄かった。S22E10の回想シーンでは父クランシーが抱っこしていたラルフを落っことしてしまったことが原因で知的障害になったことが判明している。
オットー・マン（Otto Mann）
声：ハリー・シェアラー/安西正弘（シーズン1 - 6）→桜井敏治（シーズン7‐14）→鷲見昴大（シーズン15以降）
スプリングフィールド小学校のスクールバスの運転手。バートが格好良いと思う数少ない大人の一人。「絶対に故意に事故は起こさない」が信条だが、実際には何度も事故を起こしている。ただし死者は出しておらず、それを誇っている。実は無免許であり、その事がバレて運転手をクビになるが、セルマとパティーの尽力で免許を取得し、運転手に復帰している。休みの日には採血員のアルバイトをしている。特技のエレキギターはかなりの腕前。とあるエピソードでブラウン大学出身であることが判明する。違法薬物の常習者で、大麻ネタの際には大抵絡んでくる。
グラウンド・キーパー・ウィリー（Groundskeeper Willie）
声：ダン・カステラネタ/目黒光祐（シーズン2 - 14）→小野寺悠貴（シーズン15以降）
用務員。スコットランド系移民の相当時代がかったステレオタイプ。野生の狼を素手で倒すことが出来るほど強い。激情家で、激しい悲嘆を表現する際に着衣を引き裂く。その時見られる腹筋はたくましい。校長のスキナーには、殺意を抱いたり、陰口を叩くこともあれば、愛情にも似た感情を抱いているような発言をするなど、常に一定ではない。1945年生まれでかなり歳をとっている。バーンズの回想では髪が残っていた。校庭の小屋に住んでいたが、バートに破壊され、廃車の中で暮らしている。
ジンボ・ジョーンズ（Jimbo Jones）
声：パメラ・ハイデン、トレス・マクニール→モー・コリンズ/飛田展男（シーズン1 - 14）→木村隼人（シーズン15以降）
スプリングフィールド小学校の上級生でいじめっ子たちのリーダー格。かなりの素行不良で飲酒・喫煙・恐喝・暴行・窃盗などを行っており、バートと並んでスキナー校長に目をつけられている。普段着は常にニット帽とスカル柄のTシャツ。髪型は一見セミロングだがニット帽の下の部分はツルツル。殴り返されたりすると泣いてしまったり、自警団を結成したホーマーを尊敬してしまったりと子供らしい一面も見せる。バートからカツアゲした小切手から本名がJames Jonesであると判明している。家は裕福らしいのだがシリーズ初期では父親がみすぼらしい服装でモーの店にいたりと一定でない。
基本的にはドルフ、カーニーと常に3人でつるんでいる。不良というより悪童に近いネルソンに対しても仲間意識があるようで、4人組になることもしばしば。バートは弱い者イジメこそしないが「悪い遊び」を好むあまり自分からこの4人を遊び相手に選ぶことがままある。不良としての深刻度がどの程度なのかはエピソードによってまちまちで、時にはバートの単なるイタズラ仲間であったり、逆にギャングまがいの犯罪に手を染めていたりもする。近年では10代相手の性教育を話題にする時など、高校生程度の立ち位置のキャラが必要になった場合に出てくることが多い。
ジンボは単に弁が立つことで中心人物になっているに過ぎず絶対的に畏怖されている訳ではないため、いじめっ子4人のパワーバランスは一定しない。ささいな切っ掛けで4人のうち誰かが一斉にど突き回されたりもする。その際にはバートも遠慮なく輪の中に入って小突き回す。
ドルフ・スタービーム（Dolph Starbeam）
声：トレス・マクニール/中村大樹（シーズン1 ‐ 14）→中尾智（シーズン15以降）
いつもジンボと一緒にいる髪の長い無口な不良。バートから宿題を取り上げて作文を書いたり、絵心があったり、マルチリンガルだったりと勉強が出来るが、なぜか留年しているらしい。モデルは原作者マット・グレイニングの友人で同じ名前のクラスメイト。
カーニー・ジージヴィチ（Kearney Zzyzwicz）
声：ナンシー・カートライト/安西正弘（シーズン1 ‐ 6）→桜井敏治（シーズン7 ‐ 14）→大林栄作（シーズン15以降）
ジンボと一緒にいるスキンヘッドの不良。スプリングフィールド小学校に通っているが、実は既に成人しており、妻帯者で子供もいる。（ただ一度、クイックEマートで偽身分証を提示して葉巻とビールを購入しようとしてアプーに咎められているが）モーの店の常連でもある。学校には自動車で通学しており愛車はヒュンダイの乗用車。スプリングフィールドの教会委員会メンバーでもある。体格は子供たちの中では上級生相応に巨大だが、大人として見ればかなり小柄。
息子は顔こそそっくりだが、性格は正反対で大人びている。
未来のエピソードでは他二人を差し置いて単独で登場する事が多い。

## スプリングフィールド原子力発電所
（Springfield Nuclear Power Plant）

チャールズ・モンゴメリー・バーンズ社長（Montgomery Burns）
声：クリストファー・コリンズ→ハリー・シェアラー/北村弘一（シーズン1 - 14）→小形満（オリジナル版、シーズン15以降）、伊井篤史（劇場公開版）
ホーマーが勤める原子力発電所の社長。原発のもたらす環境汚染には全く無関心な守銭奴で極悪人。部下・外国人労働者達に人権を認めず、労働者を法外な低賃金で働かせる・放射性廃棄物を垂れ流す・発電所内の設備をケチると言ったこともしばしば。二重帳簿を用いて脱税もしている。また、杜撰な放射性廃棄物管理の所為で体が緑色の光を放つようになってしまったことがあり、スプリングフィールドにX-ファイルのモルダーとスカリーのコンビが調査に訪れる原因となった。
元は優しい子供だったが、ひねくれて無情な億万長者バーンズ家（実は祖父だった）の養子として入って以来、今の性格になってしまった。しかし、自身を助けた人物にはそれ相応の計らいをしたり、庶民の生活を満更でもなく謳歌した時など、人間臭い部分を見せることもある。第二次大戦中の階級は一等兵で、エイブラハム・シンプソンの部下だった。戦争時にドイツから没収し横領した財宝を独り占めするため、殺し屋を雇いエイブラハムを抹殺しようとしたこともある。学生時代は大学フットボールのスタープレイヤーだったが、現在はそよ風で吹き飛ばされてしまうほど体が弱い。身の回りの世話を含めほとんどのことをスミサーズに任せている。何度もホーマーに会っているのに全く覚えていない（しかし、ごくまれに名前を覚えており、呼ぶ時がある）。マギーに銃で撃たれたことがある。たくさんの病気を患っているが、それらが均衡を保っているため健康でいられる。
親族にはジョージという名の弟の他、隠し子である息子のラリー（日本語版の声：塩屋浩三）がいるが、性格は父と180度違い、ホーマーとやけにウマがあった。また、自身の年齢が100歳を超えているにもかかわらず母は存命しており、電話を掛けてくることもある(スミサーズは母親をうまく言いくるめて電話を取り次がせないようにしているらしい)。共和党員。イェール大学OBで他の大学、特にハーバード大学を毛嫌いしている。口癖は「エクセレント!」。ドイツ語にも堪能。日本語吹き替え版は「すばらしい!」。
スプリングフィールドが経済的に困窮した際に打開策としてギャンブルが合法化された際にはカジノのオーナーとなったが、なぜか晩年のハワード・ヒューズのように異常な潔癖症になってしまったこともある。
シーズン22「生まれ変わったモーの店」では正式な氏名が「チャールズ・モンゴメリー・シックルグルーバー・プランタジネット・バーンズ」であるとなっている。
ウェイロン・スミサーズ（Waylon Smithers）
声：ハリー・シェアラー/目黒光祐（シーズン1 - 14）→藤高智大（シーズン15以降）、糸博（劇場公開版）
バーンズの秘書。年は40代前半とされている。公にはしていないがホモセクシャルで、ゲストにその手のキャラが出てきた場合に絡むことが多く、バーンズには片想い状態。モーが自身の店をゲイバーに改装した際には店の経営に携わったこともある。彼の父親も原発技術者にしてバーンズの部下だったが、原発事故を自身の命と引き換えに防ぎ犠牲となった。この時の遺体は少年時代のホーマーに強烈な記憶を残しており、今でも思い出すと一日中叫び声を上げる。バーンズの為ならあくどい事でも平然と行うが、裁判の際、バーンズのあまりに行き過ぎた虚言には他の傍聴人同様に非難の眼差しを送っていたり、バーンズの悪行を止めようとしてクビになったこともある。バーンズが絡まない時には基本的に良識ある善人で、困っているリサに協力した事もある。女の子に人気のファッションドール、マリブ・ステイシーのコレクター。昔は結婚して奥さんもいたようだが、あまりにスミサーズが仕事のことばかりを考えているので離婚。レギュラー放送開始当時の数話のみ明らかに黒人として描かれている（肌が黒い）。シーズン3「ホーマーはクビ!」にて蜜蜂に刺され、シーズン7「スプリングフィールドに関する22の短いフィルム」ではアナフィラキシーショックを起こす。
レニー・レオナード（Lenny Leonard）
声：ハリー・シェアラー/朝戸鉄也（シーズン1 - 14）→足立りょう太（シーズン15以降）、多田野曜平（劇場公開版）
ホーマーの同僚。37歳未婚。カールと常に行動を共にしており、初期はゲイの設定があった。核物理学の博士号を持っている。米国ライフル協会のメンバーでもある。未婚にもかかわらず「妻がミスコン優勝者である」などと嘘をつくこともしばしばある。バーンズやホーマーのいたずらで片目をしばしば痛める。
カールに対しては親友と呼んで余りあるほど執着しており、上手くいきかけていた交際相手に「四六時中カールの話しかしない」という理由でフラれてしまうほど。ホーマー、モーらと4人で買った宝くじの当選金をカールが持ち逃げした際にも最後までカールの裏切りを信じようとせず、追ってアイスランドに旅立つ時にまとめた荷物には、カールの顔がプリントされたシャツや帽子が大量に入っていた。
カール・カーソン（Carl Carlson）
声：ハンク・アザリア→アレックス・デザート/辻親八（シーズン1 - 14）→山本篤（シーズン15以降）、横島亘（劇場公開版）
ホーマーの同僚。黒人の仏教徒で既婚者。レニーと常に行動を共にしている。修士号を持っており、原発の労働組合の委員長。本人は否定しているがヒップホップダンスとバスケットボールが得意。初期はホーマーやレニーの上司という設定があり、会社やバーンズ社長の悪口をたしなめる役だった。
出身はアイスランドで、実家は「バイキングの襲撃時に仲間を裏切りヤギを虐殺した一族の末裔」として地元で白眼視されている。養子で血の繋がりは無いが強い恩義を感じているらしく、一族の潔白を証明することを切望している。
また、実父は探検家で1956年に洞窟を見つけ、その名前が残っている（しかしCarl's Dad Cavernsとなっており、本名はわからない。）。
三つ目の魚（Three-eyed fish）
初登場エピソード - ヒーロー誕生（シーズン1）
原子力発電所付近に生息する、廃棄物が原因で突然変異した三つ目の魚。発電所内の庭園の池に生息するものや、近隣の河川に生息するものなど、数匹の個体の存在が確認されている。「バーンズ知事選に出馬!!（シーズン2）」では池でバートに釣り上げられ、ニュースになった。この個体はバーンズがブリンキーと名付けて飼っていたが、後にマージに調理され、カメラの放列の前でバーンズの夕食に出された。

## メディア関係者
クラスティー（Krusty the Clown）
声：ダン・カステラネタ/島田敏（シーズン1 - 14）→越後屋コースケ（シーズン15以降）、岩崎ひろし（劇場公開版）
人気コメディアンでバートが尊崇する子供番組のスター。素では人一倍口汚く、番組スタッフや仕事仲間に対して歯に衣着せぬ物言いをする一方、自分が落ち目だと感じたり視聴率が低迷したりすると落胆を隠すこともなく激しく嘆く。感情に任せて何度も引退宣言をしては撤回している。道化師スタイルの顔は実はノーメークだが、ごく初期のエピソードではメイクを取るシーンがあり、その素顔はホーマーに酷似している。クラスティー人形などの関連グッズによる商売に余念がない。初期の一部のエピソードでのみ文盲だったが、シーズン3以降はそういった描写は見られず普通に文章を読んでいる。
以上のような表の顔の一方で私生活では数々の女性に産ませた婚外子は数知れないが、同居する家族はなし。ポルノに目がない。心臓にペースメーカーを埋め込んでいるので胸に大きな手術のあとがある。三つ目の乳首があり、その隣には牛の頭蓋骨の痣がある。ユダヤ人。
普段の言動から、軽薄な人物に見えるが、湾岸戦争時の女性兵士との間に生まれた娘に対して、愛情を示したこともある。バートのことはバーンズのホーマーへの意識同様、常に覚えていない。本業の他に複数のサイドビジネスを展開する実業家としての一面を持っているため共和党員でもある。中でもハンバーガーショップ「クラスティバーガー」は作中ではマクドナルドより有名という設定。ニコチン依存症であり本番中であろうとニコチンパッチを舐める。クインビー市長が非常に自分勝手な理由により旅客機の航空路を変更したことにより起こった一連の事件の際には共和党スプリングフィールド支部の承認とシンプソン一家のサポートによりアメリカ合衆国下院のタレント政治家となった。
イッチー&スクラッチー（The Itchy & Scratchy Show）
声：ダン・カステラネタ/紗ゆり（シーズン2 ‐ 14）、川田妙子（シーズン7#3）→柚木尚子（シーズン15以降）、津田里穂（一部のみ）、石上裕一（劇場公開版）（イッチー）
声：ハリー・シェアラー/紗ゆり（第8シーズン167話のみ）、飛田展男（シーズン2 ‐ 14）→佐伯美由紀（シーズン15以降）、多田野曜平（劇場公開版）（スクラッチー）
本作の世界で放送されている『トムとジェリー』のパロディーのネズミとネコが主人公のアニメーション。バートとリサのお気に入りのアニメ。残虐な内容で、毎回様々な方法でスクラッチーが殺される。当初はスクラッチーしか出てこない全く面白みの無いアニメだったが、イッチーの登場により現在のスタイルになった。テレビの中の暴力というようなエピソードのときにやり玉に挙げられる。一度だけイッチーが倒されるというエピソードがあったが、バート達は見逃している。
サイドショー・メル（Sideshow Mel）
声：ダン・カステラネタ/広瀬正志（シーズン2 - 14）→藤井雄太（シーズン15以降）、河相智哉（劇場公開版）
フルネームはメルヴィン・ヴァン・ホーン。クラスティの番組で助手をしている人物。クラスティの妹の夫であり、すなわち義兄弟である。サイドショー・ボブが逮捕された後にボブの後任に選ばれた。彼はコーネル大学を卒業しており、またファーストフード店「Gulp'n Blow」の元従業員でもある。プレステジャス・スプリングフィールド・エンターティナー・オブ・ザ・イヤーの受賞者となったときに、称賛の嵐にすっかりご機嫌となった彼は調子に乗って笑いを取るためにとんでもない振る舞いをし、そのときの気分について彼はヘロインを打ったときのそれと比較している。クラスティの番組においての彼の演技はボブのようにカメラ目線でスライドホイッスルを吹くことである。普段の彼は大げさな感じの口調で喋る。プードル犬を飼っている。頭の髪に付いた骨については、シーズン7の「スプリングフィールドに関する22の短いフィルム」にてリサの髪に付いたガムを取る際に、髪から骨を外すことは出来ないと述べている。しかし、以後のエピソードでは度々頭の骨をとることがある。最近ではテレビ出演よりもっぱら暴動を煽動する役で登場。
トロイ・マクルアー（Troy McClure）
声：フィル・ハートマン/島田敏
往年は若者から支持されていたが今はTVショッピングの司会やリゾートホテルの施設案内ビデオなどに出演している俳優。「私はトロイ・マクルアー。〜に出ていたあのトロイです」が決めゼリフ。セルマと偽装結婚をしたことがある。愛車はデロリアンDMC-12。原語版声優であるフィル・ハートマンが死去したため、登場しなくなった。
ケント・ブロックマン（Kent Brockman）
声：ハリー・シェアラー/糸博（シーズン1 - 14）→橋本しんめい（シーズン15以降）
地元テレビのメインニュースキャスターだがバラエティー番組の司会などもこなす。なんでもないことでもニュースに仕立てる能力がある。生のニュース映像を宇宙からの虫の侵略と勘違いして「わたくしとしては新たな虫の支配者を歓迎いたします」と"侵略者"に媚びようとする発言をした。この発言の「虫」の部分を様々に入れ替えたフレーズが現実世界のアメリカにおける政治風刺コメントで用いられるようになった。思想信条はアメリカのニュースキャスターにありがちな右寄り。現場リポーターのアーニー・パイとは仲違いをし、中継ヘリが悪天候の中メーデーをコールした際にはニヤけていた。
レニエル・ウルフキャッスル（Rainier Wolfcastle）
声：ハリー・シェアラー/目黒光祐（シーズン2 - 10）→津田英三（シーズン11 ‐ 14）→藤井雄太（シーズン15以降）
本作世界の人気俳優。「マクベイン」という映画で一世を風靡し、大富豪となった。しかし、最近では出演作が少なくなり、オファーがきたとしてもB級映画やチョイ役ばかりで、困っている。共和党員。映画撮影では酷い訛りを何度もトレーナーに注意される（日本語吹き替えも東北弁になる）。アーノルド・シュワルツェネッガーのパロディキャラクター。
一度破産した事があり、マージがボディービルダーになる遠因を作ってしまった。
ダフマン
声：ハンク・アザリア/石丸博也（シーズン9）→青森伸（シーズン11 ‐ 14）→菊池通武（シーズン15以降）
ホーマーの好物であるダフビール（Duff Beer）の宣伝キャラクター。本名はバリー。アメリカ各地のバーを宣伝用の大型トレーラーや飛行船で廻っており、モーの店にも来た。飲酒運転根絶も唱えており運転する者にはダフビールを薦めない。YelloのOh Yeahをテーマ曲としており、登場の際には必ず流れる。
ブリーディングガムズ・マーフィー
声：ロン・テイラー/増岡弘
通称「血の牙のマーフィー（Bleeding Gums Murphy）」。落ち込んでいたリサを慰め心の師となったブルースマン。サクソフォーンの名手であったがシーズン6にて死去。天涯孤独の身だったが死の間際「変な時に笑う、医師になりたがっていた弟がいた」と語りヒバート医師に「会ったことは無いがジャズミュージシャンの兄がいるらしい」と返される。

## 悪人・犯罪者
サイドショー・ボブ（Sideshow Bob）
声：ケルシー・グラマー/村山明（シーズン1 ‐ 14）→堀井茶渡（シーズン17以降）
本名：ロバート・アンダーダンク・ターウィリガァー（Robert Underdunk Terwilliger）。クラスティーのアシスタント。クラスティーを強盗犯に仕立て上げ、クラスティーの後釜に収まろうと画策するがバートに見破られ逮捕された。そのためバートのことを逆恨みしており、命を狙い続けている。以降、最初の出所時にセルマに恋をして、結婚した事があり、後にセルマをガスで爆殺しようとしたが、見破ったバートにより阻止され、それを知ったセルマに別れを告げられ、駆けつけた警察に逮捕される等してシーズンごとに出所しては捕まるの繰り返し。一度は本気で更生したが、今度は弟のセシルが犯罪を企て、それをバート、リサと共に阻止するが、共犯と疑われ逮捕されてしまう。天敵は熊手であり、バートには天敵は自分だと思われていたが、「お前だけが私の人生じゃない」、と否定している。得意技は人間大砲。自分の声が良いことを自覚している。シリーズ17より妻や子供と家族でシンプソン家抹殺を計る。
ファット・トニー（Fat Tony）
声：ジョー・マンテーニャ/津田英三、青森伸（代役）→露木徳幸（シーズン15以降）、糸博（劇場公開版）
スプリングフィールド・マフィア（Springfield Mafia）のボス。部下ともどもイタリア系アメリカ人のステレオタイプとして描かれる。本名はマリオンというが必死に隠している。バートを見込んでいてマフィアの一員にしようと企んでいる。いつも連れている二人の子分は襟足の長い髪で外科医のレッグス（声：ハリー・シェアラー/北村弘一、他）とパーマ頭でナイフとタップダンスが得意なルイ（声：ダン・カステラネタ/辻親八、島田敏、他→ケンコー）。他にも、だんまりのジョニー（声：ハンク・アザリア/目黒光祐→藤井雄太）ともいうとスピーカーのフランキーも最近のシーズンでレギュラー入りしている。この他、トニーの上に立つ大ボスとしてドン・ヴィットリオ・ディマジオも登場している。
シーズン18で登場したトニーの息子はマイケル。第22シーズン第9話で、FBIのおとり捜査に協力したホーマーに看取られて死亡した。マフィアのボスは従兄弟のフィット・トニー（痩せたトニーの意）が引き継ぐことになったが、彼もボスになるや否やファット・トニーのような肥満体となっている。
スネーク（Snake Jailbird）
声：ハンク・アザリア/安西正弘（シーズン3 ‐ 6）→桜井敏治（シーズン7 ‐ 14）→井川秀栄（シーズン15以降）
本名はアルバート・ニッカボッカ・アロエシアス・スネーク。ジェレミーという息子がいる。
中年のチンピラで、稼業は主に強盗。刑務所にいるか、脱獄して強盗をするかのどちらかの生活をしている。強盗をする前は、考古学者だったが、スプリングフィールド博物館に金貨を寄贈しようとしたところ、モーに盗られ、それ以来強盗を始めた。
基本的には粗暴犯だがコソ泥や詐欺ほか犯罪なら何でもやる。同情から匿ってくれたバートへの恩返しのつもりで、際限なく物を盗んできては貢ぐようになった事もある。

## ハロウィーンスペシャル
カングとコドス（Kang and Kodos）
声：ハリー・シェアラー（カング）、ダン・カステラネタ（コドス）/小林清志→島田敏→露木徳幸（カング）、広瀬正志→藤井雄太（コドス）
シーズン2のハロウィーンスペシャルから登場した宇宙人。全身緑色で単眼、多数の触手を持つタコ型のフォルムをしており、サイズは人間よりひと回りほど巨大。口からは常にヨダレが滴っている。どちらもかなりのダミ声だが、シーズン8ではカングがコドスを「姉」と紹介している。
各シーズンのハロウィーンスペシャルにのみ登場するのがお約束となっているキャラクターで、基本的にはどのエピソードもパロディや番外編扱いのため、設定やストーリーに整合性はない。地球を訪れる目的は友好的であったり支配や捕食のためであったり、出身も「輪のある惑星」や「球状星団」、「リゲル星系惑星セブン」など話ごとに異なる。ハロウィーンスペシャルなのにエピソードが与えられなかったシーズンも多く、出番が無かった事へのグチをこぼす場面だけが出てきたり、次の回のオープニングで「衣装を選ぶのに手間取って間に合わなかった!」と駆け込んでくるシーンだけが映されたりといったメタネタも多用される。
シーズン26では遂に通常回で登場し、遊園地のアトラクションに偽装した宇宙船でシンプソン一家を捕獲し自らの星に連れ去った。最終的な目的は儀礼の生贄として食卓へ饗することであったが、ホーマーの尻の肉を食べた女王が突如として死亡。地球人は不健康なファストフードなどで汚染された劇毒であることが判明（リサも例外ではなかった）、儀礼を断念し「記憶は徐々に消え、我々の事は全て忘れるだろう」という説明とともに一家を地球へ返した。

## その他
神（God）
声：フィル・ハートマン→ハリー・シェアラー/青森伸（シーズン1 - 14）→菊池通武（シーズン15以降）
アブラハムの宗教における唯一神。
雲を突く巨躯で登場し、顔は常に画面外にあって描かれない。第11シーズン『フランダースの悲しみにさよなら』にて、フランダースの枕元に飾られていた絵画としてのみ顔が出てきたことがあり、白鬚をたくわえた荘厳な顔立ちであった。全てのキャラクターの中で彼のみが（まれにジーザスも）5本指で描かれる。
基本的には天上からスプリングフィールドを傍観しつつ、夢や臨死体験、奇跡の発現などの形でしばしば登場人物と絡む。全知全能だが意外と人間臭く、ホーマーと愚痴をこぼし合ったりもする。
殊更に敬虔なフランダース一家に対してはそれなりの報いを与えるつもりがあるようで、川に流されたトッドを倒木で救ったり、ホーマーの家から飛び火した火事を突然の雷雨で消火してやったりと、日常生活レベルでは割と贔屓している。
ジーザス（Jesus）
声：ダン・カステラネタ、ハリー・シェアラー
イエス・キリスト本人。神と同じく普段は下界を見守っているだけであまり干渉はしてこないが、ホーマーがその名を騙ってインチキ商売などをしていると流石に落雷で窘めたりもする。
誕生日プレゼントとクリスマスプレゼントを一絡げにされて拗ねてしまったり、父親以上に人間臭い。
ホーマーは自身のあまりの強運を「神に愛されている」と評したが、それを見て「彼が好きか」と尋ねた父にジーザスは「別に…」と答えている。
ブッダ（Gautama Buddha）
声：ケビン・マイケル・リチャードソン、ハンク・アザリア/北川勝博
仏教の開祖。上記の神やカーネル・サンダースと共に雲の上の世界に存在している。禿頭で恰幅の良い上半身裸の人物として描写されており、苦行釈迦像を教科書などで目にしている日本人からするとかなり違和感がある。
マット・グレイニング（Matt Groening）
作者。
カウチギャグや記者会見風アバンに現れたことが数回あるだけであまり自己主張は強くないが、シンプソンズという作品に自身の名前をクレジットする事には固執しており、関連商品などに必ず記されている「MATT GROENING」の手書き文字を残すと満足して去っていく。名前を「グローニング」と読まれると怒って訂正する。また、何故かコミックブックガイの店からはサイドショー・ボブとネルソンと共に永久追放処分を受けている。